# Смоленское православное кладбище (Санкт-Петербург)
Смоле́нское православное кладбище — место погребения христиан православного вероисповедания в западной части Санкт-Петербурга, на Васильевском острове. Располагается на участке площадью 51,7 га, ограниченном:
- с севера — левым (южным) берегом реки Смоленки и далее Бекетовской улицей[1][2] до улицы Беринга;
- с юга — Малым проспектом;
- с востока — участком, прилегающим к храму Воскресения Христова, комплексом духовной богадельни и главного входа и далее промышленным предприятием до Малого проспекта;
- с запада — улицей Беринга.

Учреждено духовной властью — Св. Синодом в 1738 году и светской властью — указом Сената в 1756 году. На другом берегу Смоленки — на острове Декабристов — расположены Смоленское братское (блокадное) кладбище «Остров Декабристов», Смоленское лютеранское, называемое в XVIII и I-й пол. XIX века Немецким, и Смоленское армянское кладбища. По аналогии с ними Смоленское православное кладбище в тот же период называли Русским.

## История

### XVIII век

#### Российское государство, 1703—1721

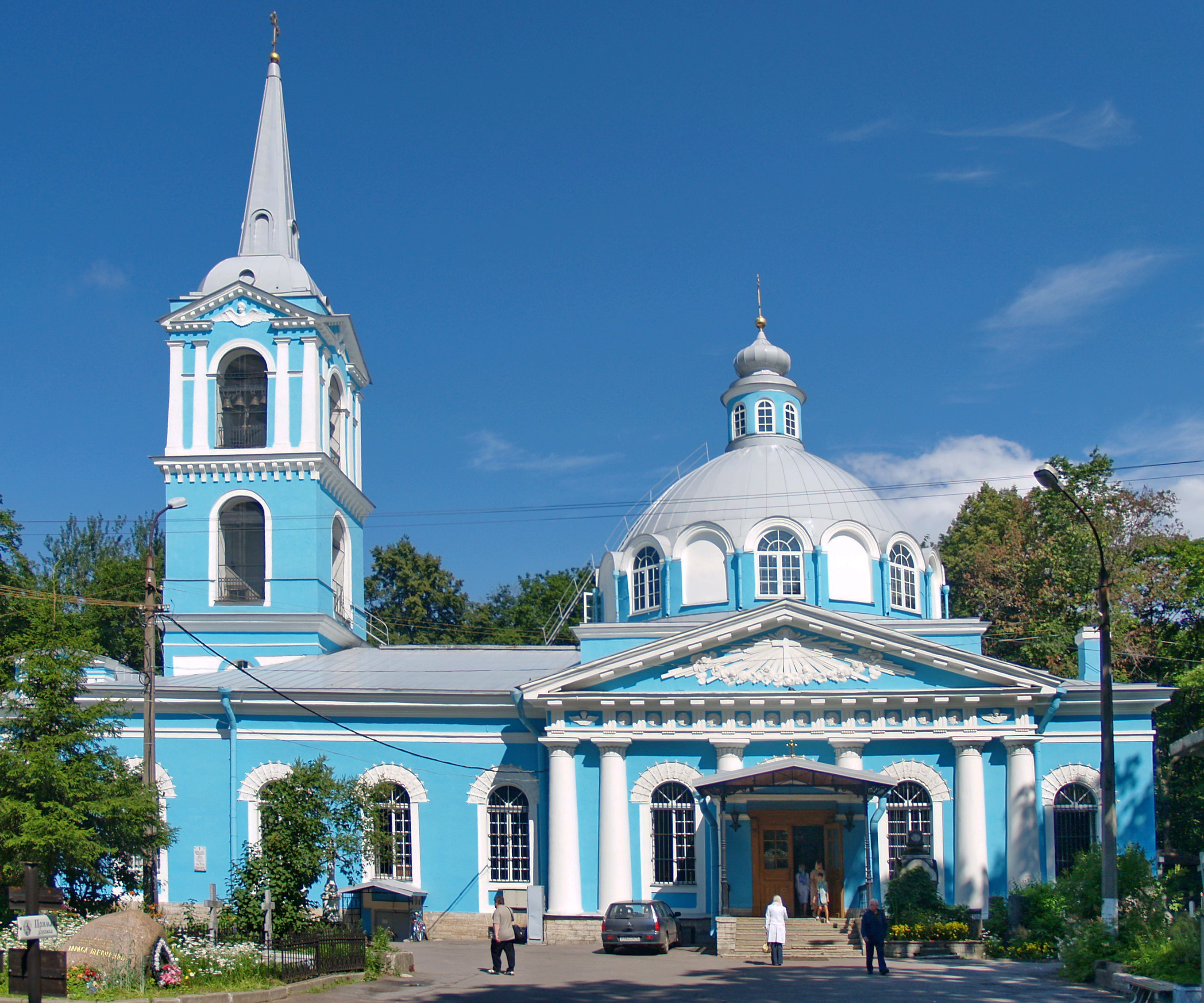
Церковь Смоленской иконы Божией Матери

На строительство Санкт-Петербурга царь Пётр I приказывал направлять людей из многих мест Российского государства. Условия работы и жизни на новом месте подчас были очень тяжёлыми, из-за чего многие рабочие люди преждевременно умирали. Согласно преданию, в первые годы строительства Санкт-Петербурга на южном берегу Маякуши (Смоленки), на Васильевском острове, погребли рабочих артели плотников и землекопов из Смоленской губернии. С того времени поле у этого берега и вглубь Васильевского острова стали называть Смоленским и, соответственно, православное, лютеранское и армянское кладбища. По другой версии кладбища назвали в память о Смольном дворе, который в начале XVIII в. находился у истока Маякуши.
Хоронили не только у Смоленки, но и на других участках Васильевского острова, как и вообще по всей территории Санкт-Петербурга, при этом места захоронений зачастую выбирались произвольно: «Кладбище при Санктпетербурге с первоначалных лет было повсемственное, то есть всюду, где ни прилучилось».
В «Памятной книге по СПб епархии» сообщается, что первоначально кладбище было частным и предназначалось для погребения призреваемых городских богаделен, а общим было сделано только в 1760 году.

#### Российская империя, 1721—1800
По инициативе Особой комиссии по строениям Санкт-Петербурга при императрице Анне Иоанновне архитекторами были проведены исследования с целью выбора мест для постоянных кладбищ Санкт-Петербурга. На основании проделанной работы 23 октября 1738 года вышел указ Св. Синода, который определил пять таких мест, в том числе и для кладбища на Васильевском острове: у Чёрной речки, между 18-й и 23-й линиями.
Данный указ предписал выполнить для этого участка дренажные и земляные работы, освободить проход от кустарника, а также построить «деревянные покои» для сторожей и могильщиков и хранения необходимых принадлежностей. Содержать кладбище указ предписал на церковные доходы. Однако наличие церкви на кладбище тогда не предполагалось — отпевания надлежало производить в приходских и домовых церквях и вести соответствующие записи.
Далее Особая комиссия по строениям Санкт-Петербурга 19 июля 1739 года направила в Св. Синод прошение о присылке к ней людей для принятия вышеупомянутых пяти мест в духовное ведомство. Просьба была удовлетворена; Св. Синод направил в Духовное правление соответствующий указ, и все пять мест поступили в духовное ведомство. Место на Васильевском острове принял священник Андреевской церкви Никифор Никифоров.
Указ Сената от 11 мая 1756 года закрепил существующее положение вещей.
Однако церковных средств города на поддержание надлежащего существования кладбища не хватало, и на его территории было решено построить храм, который приносил бы доход. Денег на строительство храма у духовной власти не было, поэтому решили привлечь средства губернии. Так, исходя из донесения в Санкт-Петербургскую Духовную консисторию от 2 мая 1768 года священнослужителей Смоленской церкви Андрея Дмитриева, Федора Черновского и Стефана Фетова и промемории (памятной записки) от 9 июня 1768 года за № 188, направленной Духовной консисторией в губернскую канцелярию,
деревянную церковь во имя (в честь) Смоленской иконы Божией Матери было решено построить за счёт средств губернии согласно указу императрицы Елизаветы от 1755 года.
Место для строительства церкви наметили посередине существовавшего кладбища, северная сторона которого тогда проходила не по южному берегу Чёрной речки (Смоленки), как теперь, а приблизительно по границе нынешней Петроградской дорожки. Кладбище в то время занимало квадратный участок площадью в 4,67 гектара, со сторонами по 216 метров (по сто саженей), который был обнесён деревянным забором. На западной стороне этот участок был отделен от Смоленского поля ещё и каналом.
Церковь была построена и освящена 30 сентября 1760 года. В целях компенсации понесённых расходов губерния подчинила себе кладбищенскую церковь с её доходами. Наблюдение за кладбищем было поручено отставным солдатам городской богадельни, которая находилась в северной стороне от кладбища, ближе к южному берегу реки Смоленки, и была построена в 1762 году, возможно, из упразднённых казарм Ингерманландского полка. Судя по картам Санкт-Петербурга, эти казармы располагались напротив, на северном берегу Чёрной речки.
В 1772 году Смоленская церковь была реконструирована, возведён второй придел во имя Архистратига (Архангела) Михаила. Этот придел освятили 6 ноября того же года. В церкви назначили отпевать детей, умерших от оспы, отсюда иногда встречающееся название этой церкви — «оспенная». 10 сентября 1777 года кладбище и деревянная церковь существенно пострадали от наводнения. С 1781 года священнослужители стали вести регулярные записи в кладбищенских книгах.
В 1783 году на Смоленское кладбище был прислан священник Георгий Петров с устным поручением преосвященнейшего Гавриила построить на кладбище новую каменную церковь и стать её настоятелем.
К 1790 году заботами отца Георгия Петрова по проекту арх. Алексея Алексеевича Иванова была построена каменная церковь во имя Смоленской иконы Божией Матери. Её расположение также определил Гавриил — на северной стороне кладбища, на месте сломанных в 1783 году зданий мужской и женской богаделен. Богадельнями распоряжался Приказ общественного призрения, но он, хотя и сам имел надобность в богаделенском месте, уступил его под строительство церкви и соответствующее расширение кладбища, о чём кладбищенскому причту было сообщено указом консистории от 2 марта 1785 года за № 234.
Деревянная Смоленская церковь осталась, и в 1792 году была перестроена и переосвящена во имя Св. Архистратига Михаила.
В 1794 году о. Георгий задумал устройство при кладбище траурного заведения, предпринял подготовительные действия и в 1796 году представил начальству письменную просьбу на открытие траурного заведения, мотивируя его необходимость сбором дополнительных средств в пользу обездоленных особ духовного звания и членов их семей. Высокопреосвященнейший Гавриил одобрил просьбу резолюцией от 6 марта 1796 года и передал дело в консисторию, которая выпустила соответствующий указ от 18 марта 1796 года за № 446.

### XIX век

#### Российская империя, 1801—1900
В 1807-1809 годах архитектурно оформлен главный вход на кладбище с Церковной (Камской) улицы: архитектору Луиджи Руска был заказан проект, по которому в 1808 году построена каменная кладбищенская богадельня из двух корпусов для вдов и сирот духовного звания. Корпуса соединили аркой, которую венчал крест. Деньги на строительство в количестве 8 тыс. рублей пожертвовал, следуя убеждению о. Георгия, купец и надворный советник Г. И. Паской-Шарапов. Места для призреваемых было немного и в 1822 году богадельню расширили на деньги, внесённые старостой кладбища купцом Рахмановым от неизвестного лица, пожертвовавшего 25 тыс. рублей; к бокам корпусов пристроили по каменному одноэтажному флигелю.
Главный вход — Святые ворота с бывшими богадельней и часовней признаны памятником истории и культуры согласно постановлению Правительства РФ № 527 от 10.07.2001, охраняются государством, и со стороны Камской улицы на стене установлена соответствующая мемориальная табличка с указанием дат и имени архитектора.
Ночью 18 августа 1807 года на Смоленское кладбище перенесли останки мальтийских рыцарей, являвшихся кавалерами Ордена Иоанна Иерусалимского. Они были похоронены при Павле I на Мальтийском кладбище на Каменном острове, при церкви Рождества Иоанна Крестителя. После восшествия на престол Александра I это кладбище было упразднено, чем и объясняется необходимость перезахоронения тел кавалеров, среди которых были кавалергард Иоасиф Глевени Домат и командор Хиасинто де ла Хуссе . Могилы «мальтийцев» теперь утеряны — известно только, что место было «с четырёх сторон каналами отделённое».
В 1824 году кладбище сильно пострадало от наводнения, случившегося 7 ноября. Как писал Самуил Аллер: «С Смоленского кладбища, где были разрушены самые твёрдые памятники с железными оградами, неслись во множестве деревянные кресты с могил и проч.».
11 ноября 1824 года кладбище и кладбищенскую церковь посетил император Александр I, который заметил тесноту кладбища и недостаток мест для новых захоронений и поэтому сам назначил участок для прибавки к кладбищу, взятый от прилегающего городского выгона «в заду кладбища по Чёрной речке где были батареи ныне водой снесенные», о чём позже действительный тайный советник князь А. Б. Куракин уведомил военного губернатора Санкт-Петербурга М. А. Милорадовича и духовное начальство.
О посещении императором кладбища и церкви о. Георгий представил благочинному рапорт от 15 ноября 1824 года. Вопрос о расширении территории кладбища обсуждался и ранее, до наводнения. Так, 17 февраля 1823 года Духовная консистория отправила священнослужителям и церковному старосте Смоленской кладбищенской церкви запрос за № 414, где спрашивала, признают ли они удобным тот участок, которым светское начальство предполагает «распространить их кладбище», взяв его от кладбища армянского.

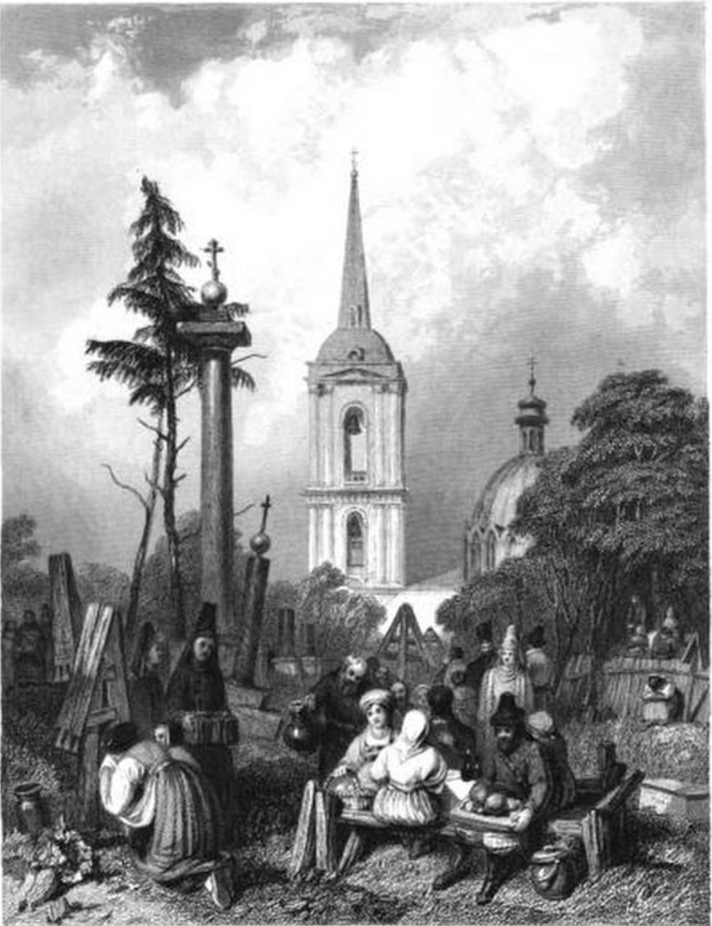
На кладбище в 1836 году

Протоиерей отец Георгий Петров скончался 8 июля 1825 года в возрасте 84 лет. 30 июля 1825 года настоятелем Смоленской церкви митрополит Серафим назначил протоиерея Иоакима Семёновича Кочетова.
К 1829 году, прежде всего из-за наводнения 1824 года, церковь во имя Св. Архистратига Михаила пришла в состояние, негодное даже для ремонта, поэтому было решено её сломать, а на её месте построить каменный храм во имя Святой Живоначальной Троицы (Троицкая церковь), что и было сделано в 1830-1831 годах, по проекту архитектора В. Т. Кульченкова.
К 1832 году территория кладбища составляла около одиннадцати гектаров .
В 1841 году закрыто траурное заведение, основанное о. Георгием в 1796 году. В том же 1841 году места на кладбище, по Высочайше утверждённому положению, поделены на разряды: 1-й разряд — в церкви и под церковью — самый дорогой (200 руб.), 2-й разряд — подле церкви и под папертью (150 руб.), самый дешёвый — 6-й разряд (50 коп.) и 7-й разряд — бесплатный.
Во второй половине XIX века территорию кладбища в очередной раз расширили: южную границу отодвинули от Московской дорожки к Малому проспекту. Возникла идея постройки на новом участке третьей церкви. Проект храма, утверждённый в 1884 году, составил архитектор Д. И. Гримм. Однако средств на постройку не нашли, и проект реализован не был . Также спрямили участок русла реки Смоленки около кладбища: после Смоленской церкви река довольно резко уходила внутрь кладбища на юго-запад, к Петроградской дорожке, затем возвращалась на северо-запад. На карте 1858 года показано два участка русла — старое и новое. Впоследствии старый участок засыпали, и рисунок русла принял современный вид.

### XX век

#### Российская империя, 1901—1917

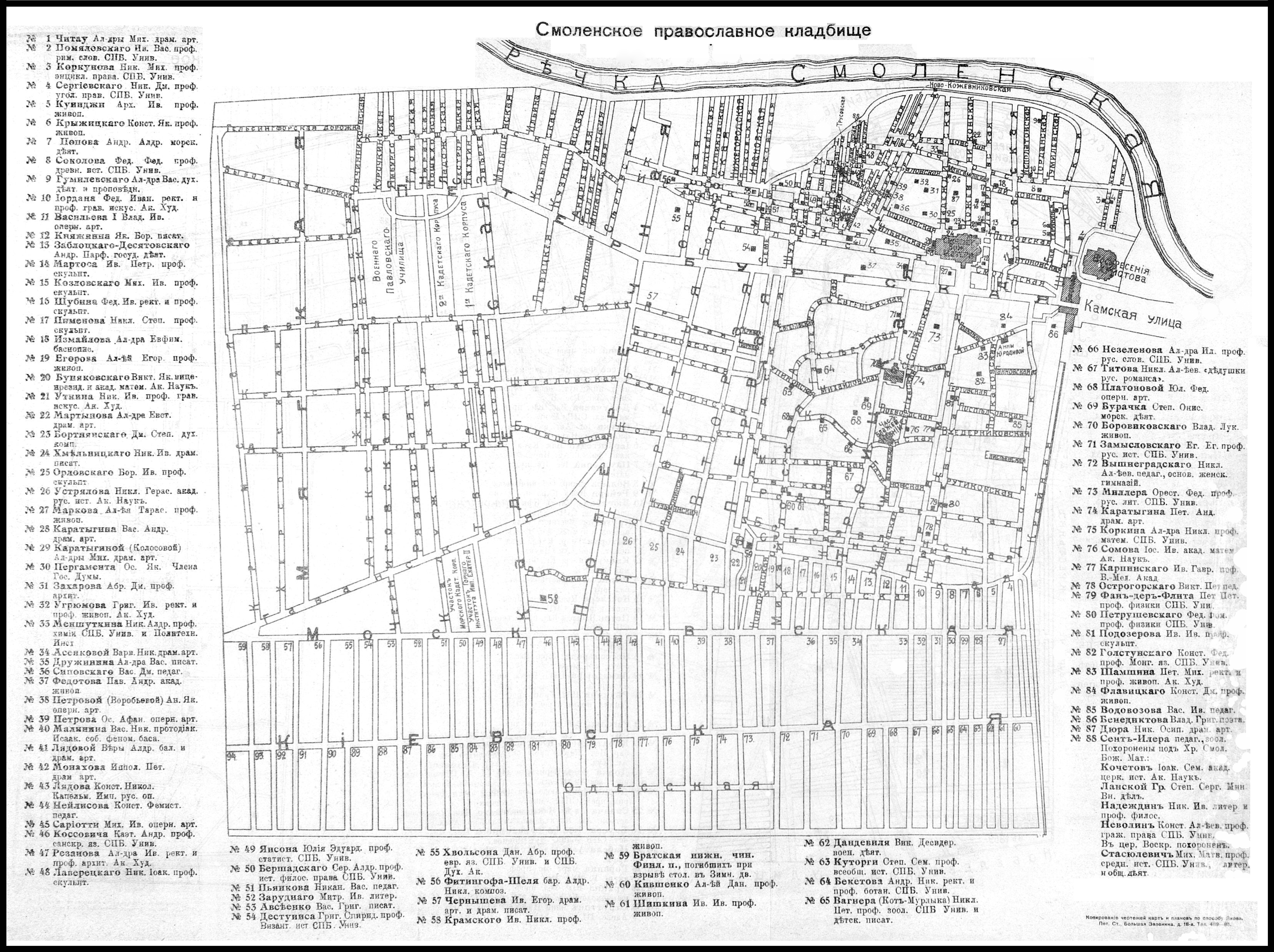
План кладбища, 1914 год

На рубеже XIX и XX веков третью церковь решили построить около главного входа, на участке между рекой Смоленкой и Камской улицей. Проект храма настоятель Смоленской церкви Алексий Иоаннович Сперанский заказал архитектору В. А. Демяновскому. Храм был заложен в 1901 году, а в 1904 году освятили главный престол во имя Воскресения Христова. Церковь стала называться Воскресенской.
В 1904 году разобрана Троицкая церковь по причине трещин в стенах, возникших из-за неравномерной осадки. На её месте сразу же заложили новый каменный храм по проекту академика архитектуры М. Т. Преображенского и архитектора И. И. Яковлева, в «русском стиле». Главный Троицкий придел был освящён митрополитом Антонином (Нарвским) в июне 1905 года.
В 1903 году, по почину настоятеля Смоленской церкви о. Алексия Сперанского, был учреждён Дом Трудолюбия в память рабы Божией Ксении от С.-Петербургской епархии, который содержался на средства Смоленской церкви, пожертвования, а также деньги, выручаемые от продажи духовной литературы и работ тружениц Дома: духовных платьев и церковных облачений. Призреваемым Дома Трудолюбия предоставлялось помещение, питание, врачебная помощь.

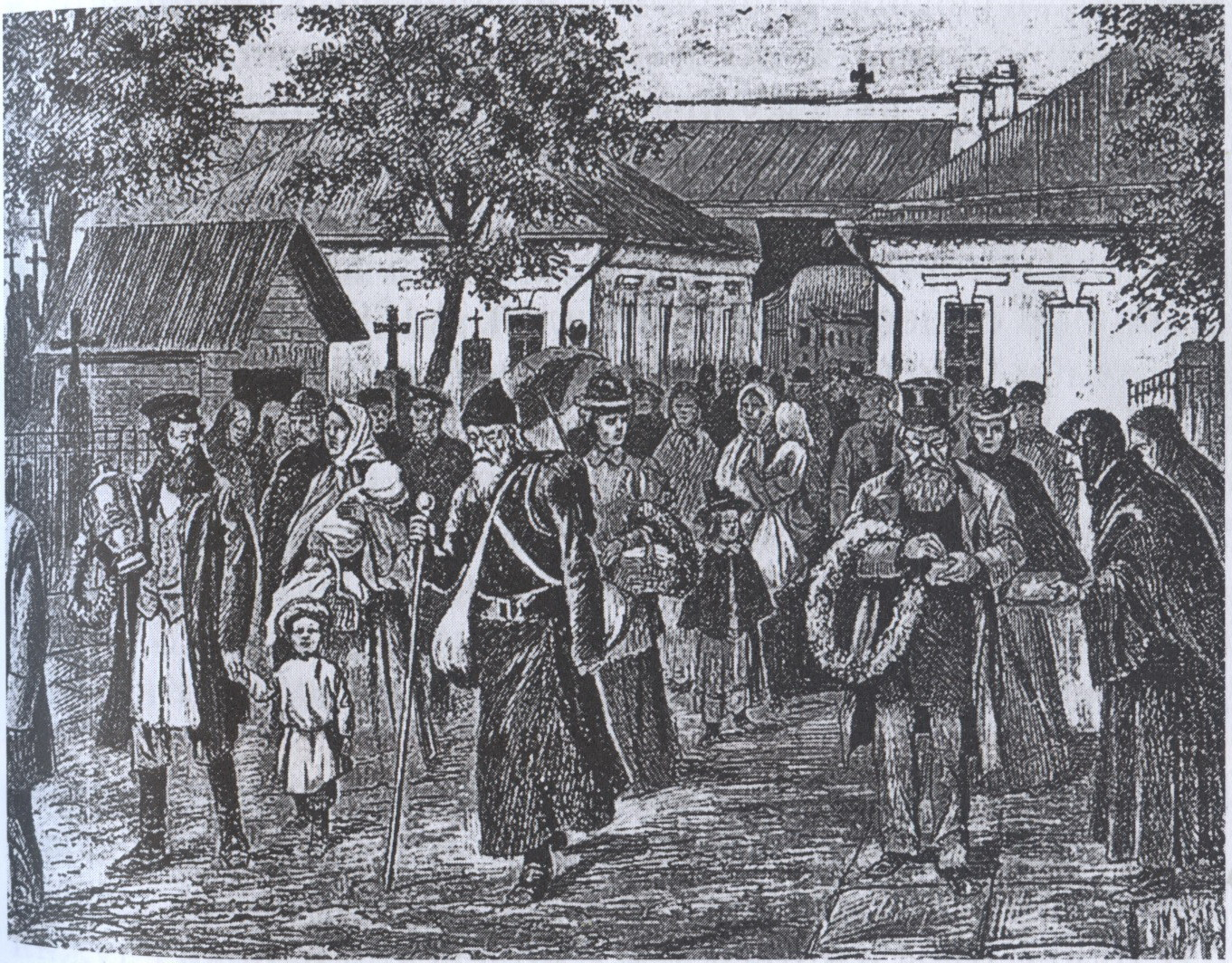
В. В. Зауерлендер, «На Смоленском кладбище», кон. XIX в.

Кроме Дома Трудолюбия при кладбище находились следующие благотворительные заведения:
- Богадельня на 25 семейств для вдов и сирот скончавшихся духовных лиц С.-Петербургской епархии.
- Вдовий дом на 14 семейств для вдов, сирот и заштатных церковно-священнослужителей Смоленского православного кладбища. Устроен на средства старосты Ильи Антонова, впоследствии принявшего монашеский постриг и ставшего иеродиаконом Иоилем.
- Одноклассная[32] церковно-приходская школа на 50 учащихся, Камская ул., д.7[32][33].
- Епархиальный приют для детей воинов, погибших в Русско-японскую войну 1904—1905 гг.

До Смоленского кладбища ходил трамвай № 4 на электрической тяге по маршруту «Смольный проспект — Смоленское кладбище».

#### Революционная Россия. Февраль 1917 — декабрь 1922
Через несколько дней после Октябрьской революции на северной стороне кладбища погребли юнкеров, которые погибли в Петрограде в октябре 1917 г. во время подавления восстания против большевиков; заупокойную службу тогда совершили священники церквей Смоленского кладбища. Из более чем сотни надгробий юнкеров к 2000-м гг. сохранилась только могила Владимира Александровича; с 1990-го каждый год на Смоленском служится панихида по погибшим в те дни.
В 1917 году Русская православная церковь была отделена от государства, а в 1918 году церковное имущество было решено национализировать. Отныне оно становилось «народным достоянием». В 1918 году кладбище передано советскими властями в ведение Комиссариата городских хозяйств (КОМГОРХОЗ) Союза коммун Северной области. Назначили комиссара; в августе 1920 года штат Управления Смоленского православного кладбища Отдела управления Петросовета составил 61 человек рабочих и служащих, включая комиссара.
26 мая 1919 года настоятель Смоленской церкви протоиерей Алексей Иосифович Западалов и тридцать девять прихожан «тихоновской» (то есть сторонников патриарха Тихона) общины подписали Договор с Василеостровским Советом рабочих и крестьянских депутатов об аренде нижеперечисленных духовных зданий, ныне являющихся народным достоянием :
- Смоленская, Троицкая и Воскресенская церкви;
- Часовни-усыпальницы Ксении Блаженной и юродивой Анны Лашкиной (Лукашёвой);
- Шатровая железная часовня у Троицкой церкви (для служения вселенских панихид);
- Деревянная часовня у Смоленской церкви;
- Привратная часовня;
- Часовня для отпевания заразных усопших.

Ведомость о погребённых в 1918 году ещё продолжают вести по церковным документам; с октября 1918 сословная принадлежность погребаемых более не указывается и «крестьяне», «мещане» и прочие заменяются «гражданином», «гражданкой», «женой гражданина». С начала 1919 года ведомость составляется уже по документам соответствующих отделов при совдепах, например юридического отдела при Василеостровском совдепе.

#### СССР. Декабрь 1922 — декабрь 1991
С 1922 года кладбище считалось «фактически закрытым для погребений из-за отсутствия мест».
16 июля 1923 года Комиссия по регистрации памятников архитектуры выносит решение за № 7, согласно которому Воскресенская церковь включена в число охраняемых памятников архитектуры.
Весной 1924 года договор от 26 мая 1919 года был расторгнут и все церкви с часовней Ксении Блаженной передали обновленцам. На кладбище сохранилась могила видного обновленца, митрополита Серафима Руженцева, умершего в 1935 году.
Попытки «староцерковников», то есть духовенства, приверженного Московскому Патриархату, вернуть себе хотя бы один храм оказались тщетными, поскольку советские власти были на стороне обновленцев; однако служить молебны и совершать требы (панихиды) на могилах на кладбище «староцерковникам» официально позволялось до середины 1930-х гг. Их называли «священниками без храма»; в феврале 1935 таких было шесть, а после «чистки» духовенства в Ленинграде власти из шести оставили при кладбище двоих «тихоновских» протоиереев: Николая Триодина и Серафима Архангелова.
В 1930 году закрыли Воскресенскую церковь, а в 1932 году — Троицкий храм, который в том же году «был разобран на кирпич по распоряжению богоборческой власти», как ныне гласит надпись на мемориальной доске памятной часовни. Снос Воскресенской церкви отменили решением президиума Василеостровского райсовета за № 69, ограничившись разрушением куполов. Здание, согласно тому же решению, передали геологам (ГГРУ) для переоборудования согласно распоряжениям районного жилищно-коммунального отдела. 9 апреля 1934 года здание передано Центру геологоразведочного НИИ.
В 1936 году у властей возникла идея о сносе могил и памятников и распланировке территории кладбища под сад общего пользования. Так, Отдел здравоохранения в письме от 20 ноября 1936 года указывал: «Основная территория б. Смоленского кладбища в настоящее время находится в беспризорном состоянии, хотя по сторонам этой территории находятся старые и новые жилые дома. Считая такое положение совершенно недопустимым, Госсанинспекция настаивает, чтобы в 1937 году территория б. Смоленского кладбища была распланирована со сносом могил и остатков памятников, благоустроена и использована под сад общего пользования. Предварительно должно быть объявлено для общего сведения о ликвидации б. Смоленского кладбища и в случае обнаружения родственников, захороненных на этом кладбище, останки должны быть перезахоронены на общих основаниях; а останки безродные останутся на месте с ликвидацией, как указано выше, могильных холмов и памятников» . Однако это пожелание дальнейшего хода не получило и осталось только на бумаге.
В 1938 году кладбище было окончательно закрыто для погребений. 17 августа 1940 года по решению Ленгорсовета закрыты Смоленская церковь и часовня Ксении Блаженной. В решении также было отмечено, что здание часовни нужно «снести в месячный срок» . Однако часовня снесена не была, и паломничество к ней продолжалось.
После ВОВ часовня Ксении Блаженной была открыта. Богослужение в Смоленской церкви возобновлено в 1946 году. В 1960 году часовня Ксении Блаженной закрыта. Через четверть века часовню Ксении Блаженной открыли вновь. Она была освящена 10 августа 1987 года митрополитом Ленинградским и Новгородским Алексием (Ридигером).
В конце 1950-х и 1960-х гг. содержание кладбища требовало улучшений, на что обратил внимание архитектор А. А. Заварзин в письме от 15.08.1968 к властям города, где привёл следующие сведения: число посещаемых зарегистрированных захоронений на тот момент составляло более 17.000, но большая часть территории не охраняется, заброшена, захламлена и служит «местом для выгула собак …, попоек и бессмысленного хулиганства, выражающегося в разрушении существующих надгробий»; все его предки похоронены на Смоленском и за 10 лет он трижды восстанавливал разрушаемый вандалами семейный памятник. Сообщая, что зелёный массив Смоленского православного кладбища будет превращён «в парк новой застройки Васильевского острова», предлагал заранее заняться его благоустройством.
В этом же году Управление предприятиями коммунального обслуживания Исполкома Ленгорсовета дало ответ на письмо А. Заварзина, в котором признало, что приведённые факты «имеют место» и Спецтрест Управления принимает меры «к наведению порядка на кладбище». Также, во исполнение решения Исполкома Ленгорсовета № 307 от 15.04.1968 «Об организации сторожевых постов на кладбищах г. Ленинграда» в ближайшее время на Смоленском православном кладбище организуют несколько круглосуточных охранных милицейских постов.
В 1970-х годах полосу территории кладбища вдоль его восточной границы передали примыкающему предприятию. Площадь переданного участка можно оценить путём сравнения спутникового снимка Ленинграда 1966 года с современными спутниковыми снимками.
В июне 1977 года открыта памятная мемориальная доска няне А. С. Пушкина Арине Родионовне. Мраморную доску разместили при входе на кладбище, на стене бывшей богадельни, слева под аркой. Согласно статье члена исторической секции Ленинградского областного отделения Общества охраны памятников А. Герасимова, инициативу по установке доски проявила первичная организация ВООПИК при Государственном оптическом институте (ГОИ) имени С. И. Вавилова. Эта инициатива получила поддержку городского и областного отделения ВООПиК, Ленгорсовета, Пушкинского Дома и Всесоюзного музея А. С. Пушкина. Мемориальную доску изготовили и установили сотрудники ГОИ имени С. И. Вавилова, института имени И. Е. Репина и завода гипсовых и мраморных изделий при участии членов Василеостровского отделения ВООПиК.
С 1988 года на Смоленском кладбище ведутся реставрационные и прочие работы. Стимулом к их началу послужила подготовка к тысячелетию Крещения Руси.

#### Постсоветская Россия (Российская Федерация), 1991—2000
Относительно работ на кладбище генеральный директор специализированного производственно-бытового объединения (СПБО) Владимир Фотеевич Морозов сообщил корреспонденту «Вечернего Петербурга» в 1992 году: «…за два года осушены Смолено-лютеранское и Смолено-православное кладбище: СПБО удалось восстановить дренажную систему петровских времён, поднять могилы».
Поскольку c начала 1990-х годов на кладбище, теперь имеющем статус полузакрытого, стали совершаться захоронения — прежде всего выдающихся или просто известных людей — как в гробах, по старому православному обычаю, так и в урнах, то проводятся дренажные и земляные работы по подготовке мест для новых захоронений на старых участках. Начали с затапливаемого заболоченного участка по центру кладбища, ближе к Малому проспекту, и обустроили там колумбарий. Со временем появились и другие участки аналогичного назначения, они хорошо видны на спутниковых снимках в виде «проплешин» среди деревьев старого кладбища.

### XXI век

#### Российская Федерация, 2001 — …

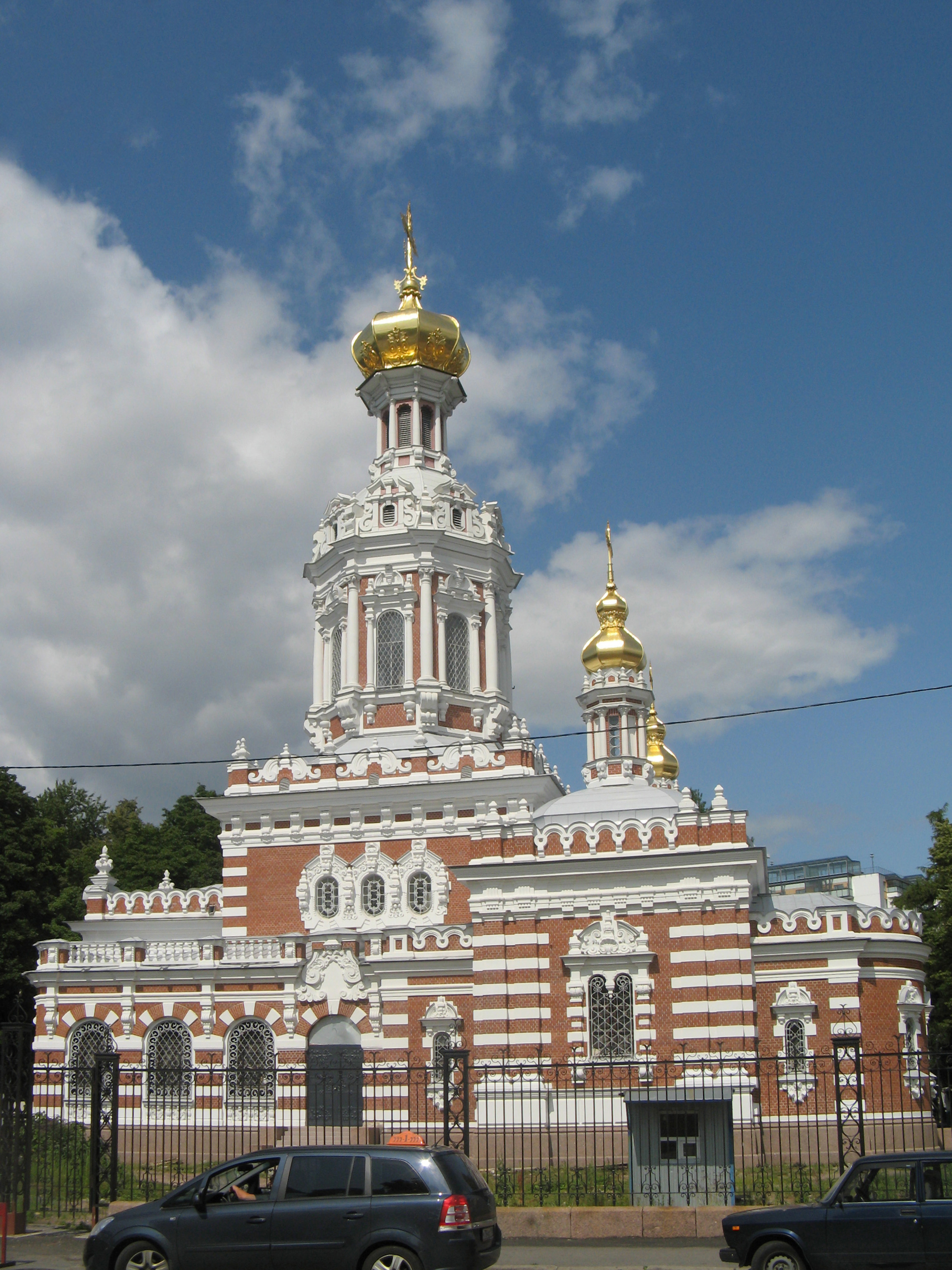
Воскресенская церковь после реставрации

В 2001 году на месте главного престола Троицкого храма возвели памятную часовню.
В июле 2004 года, по благословению митрополита Санкт-Петербургского и Ладожского Владимира и при участии прихода церкви во имя Смоленской иконы Божией Матери, Управлением юстиции зарегистрирована общественная организация содействия восстановлению святынь Смоленского кладбища «Попечительство святой Ксении Петербургской»; её первоочередной задачей является восстановление Воскресенской церкви. В результате были восстановлены все три купола Воскресенской церкви, утраченные в 1930-х годах, и к 2014 году закончена реставрация фасада. Ведутся работы по восстановлению интерьера.
Смоленское православное кладбище представлено на сайте Европейского общества значимых кладбищ (англ. Association of Significant Cemeteries of Europe (ASCE)), основанного в 2001 году в Болонье, Италия.
Кладбище упомянуто в Приложении № 2 «Перечень общественных кладбищ Санкт-Петербурга смешанного способа погребения, на которых безвозмездно предоставляются участки земли для погребения (с изменениями на 6 июня 2014 года)» к Постановлению Правительства Санкт-Петербурга от 3 апреля 2008 года № 377 «Об утверждении перечней кладбищ Санкт-Петербурга, на которых предоставляются участки земли для погребения». Организация: ООО «Собор».
Смоленское православное кладбище сохраняет неповторимый колорит и память о старых временах со своими оставшимися дореволюционными каменными надгробиями, могилами, высокими деревьями. С 1988 года в нём проводится реставрация памятников и прочих захоронений. На берегу реки Смоленки в воде сохранились остатки старых деревянных свай, которыми укрепляли берег: так, ещё настоятель Смоленской церкви Стахий Иванович Колосов сделал на берегу насыпи и укрепил их «свайной бойкой». Относительно старинных мест захоронений кладбища не всегда есть уверенность в том, что тот или иной памятник стоит над прахом того захороненного человека, имя которого обозначено на этом памятнике.

## Захоронения

### Выделенные участки
С момента своего основания кладбище было предназначено для захоронения усопших православного вероисповедания всех сословий и званий. Наряду с этим некоторым государственным учреждениям, в основном Васильевского острова, в XIX веке были выделены свои участки. Согласно планам кладбища от 1913 и 1914 годов, к таким учреждениям относились:
- Павловское военное училище,
- 1-й Кадетский корпус,
- 2-й Кадетский корпус,
- Морской кадетский корпус,
- Горный институт Императрицы Екатерины II.

В 1831 году особый участок, тогда «близ Смоленского кладбища», а впоследствии часть его, отдали под захоронения умерших от холеры; в атласе Н. И. Зуева он обозначен как «Холерное кладбище». Первой на нём 19 июня 1831 года захоронили Екатерину Тимофееву.
Также, согласно плану от 1900 года, подписанному архитектором В. Демяновским, места были выделены Благовещенской, Георгиевской и Покровской общинам
и богадельне императрицы Александры Фёдоровны на Среднем пр., В. О., д.55.

### Братские могилы
- Могила и памятник героям-финляндцам — нижним чинам лейб-гвардии Финляндского полка, погибшим в 1880 году при взрыве в Зимнем дворце, устроенном террористом: фельдфебель Кирилл Дмитриев, унтер-офицер Ефим Белонин, горнист Иван Антонов, ефрейтор Тихон Феоктистов, ефрейтор Борис Лелецкий, рядовой Фёдор Соловьёв, рядовой Владимир Шукшин, рядовой Данила Сенин, рядовой Ардалион Захаров, рядовой Григорий Журавлёв, рядовой Семён Кошелев.
- Сооружённый старанием сводного отряда моряков памятник погибшим 3 мая 1900 года при взрыве котла на миноноске № 38 в Гребном порту[65]: военно-машинный квартирмейстер 1-й степени Андрей Толстов, кочегарный квартирмейстер Илья Корнев, матрос рулевой Михаил Волков, машинист 1-й степени Филипп Юркин, кочегар 2-й степени Никита Лабастов, портовый котельщик Никита Андреев.
- Борцы за свободу — рабочие Трубочного завода Иван Алексеевич Дмитриев, 1891 года рожд., убитый 25 февр. 1917 года, и Николай Машков, 1899 года рожд., убитый 28 февр. 1917 года, — от рабочих Трубочного завода[66]. Железный православный крест на гранитном камне с именами и стихотворной эпитафией рядом с памятником рабочим, погибшим под Нарвой в 1918 г.
- «Погибшим товарищам рабочим под Нарвой с П. П. Н. З. 1/20 марта 1918 г.: Н. К. Шагин, О. Нюкша, Л. Кулеш, Эдуард. Вечная память борцам за свободу.»[66] Железный православный крест на гранитном камне с именами рядом с памятником рабочим Трубочного завода, убитым в 1917 г.
- Братская могила моряков линкора «Октябрьская Революция» и памятник с надписью: «Погибшим в боях за Родину 11 сентября 1943 года» с четырьмя фамилиями (с ошибками: Моргунов А. А. вм. Марунов М. А., Малофеин вм. Малофейкин, Жданов М. М. вм. М. П.). Могила у Кронштадтской дор., 190 м от входа с ул. Беринга[67]: Лагуткин Федор Петрович, старший краснофлотец; Марунов Михаил Алексеевич, старшина 2-й статьи; Жданов Михаил Петрович, старшина 2-й статьи; Малофейкин Андрей Иванович, старший краснофлотец.

### Индивидуальные захоронения
Составлено по книге Г. В. Пирожкова, А. В. Кобака и Ю. М. Пирютко, а также статьям священника Смоленско-кладбищенской церкви Стефана Опатовича, книге В. И. Саитова и путеводителю по Ленинграду.
На кладбище были погребены и выдающиеся деятели русской науки и искусства — поэт и учёный Василий Кириллович Тредиаковский, знаменитый актёр Василий Андреевич Каратыгин, поэтесса Елизавета Кульман, учёный-химик Николай Николаевич Зинин, полярный исследователь Андрей Ипполитович Вилькицкий и его сын Борис Андреевич Вилькицкий, первооткрыватель Северной Земли (его прах перенесен сюда из-за границы), архитектор Андрей Николаевич Иосса, один из крупнейших физиков XX века Александр Александрович Фридман и многие другие.

#### Арина Родионовна, няня А. С. Пушкина
На Смоленском кладбище упокоена няня А. С. Пушкина Арина Родионовна: об этом свидетельствует установленная у входа на кладбище мемориальная доска, хотя точное местонахождение могилы не установлено. До 1940 года местом захоронения няни поэта называли Большеохтинское Георгиевское кладбище. В 1940 году вышла книга библиографа А. И. Ульянского, который доказал, что похоронили Арину Родионовну именно на Смоленском кладбище.

#### Тарас Шевченко
На кладбище находилась первая могила Тараса Шевченко, затем его прах был перенесён в украинский город Канев. На правой стороне Петроградской дорожки напротив здания Смоленской церкви в 1989 году установили светло-коричневый гранитный валун, на котором золотом написано, что на этом месте 12 марта (28 февраля) 1861 года был похоронен Тарас Григорьевич Шевченко.

#### Александр Блок
На Смоленском кладбище в 1921 году похоронен Александр Блок, на семейном месте у Блоковской дорожки. Прах поэта перезахоронен в 1944 году на Литераторских мостках.

#### Ксения Петербургская

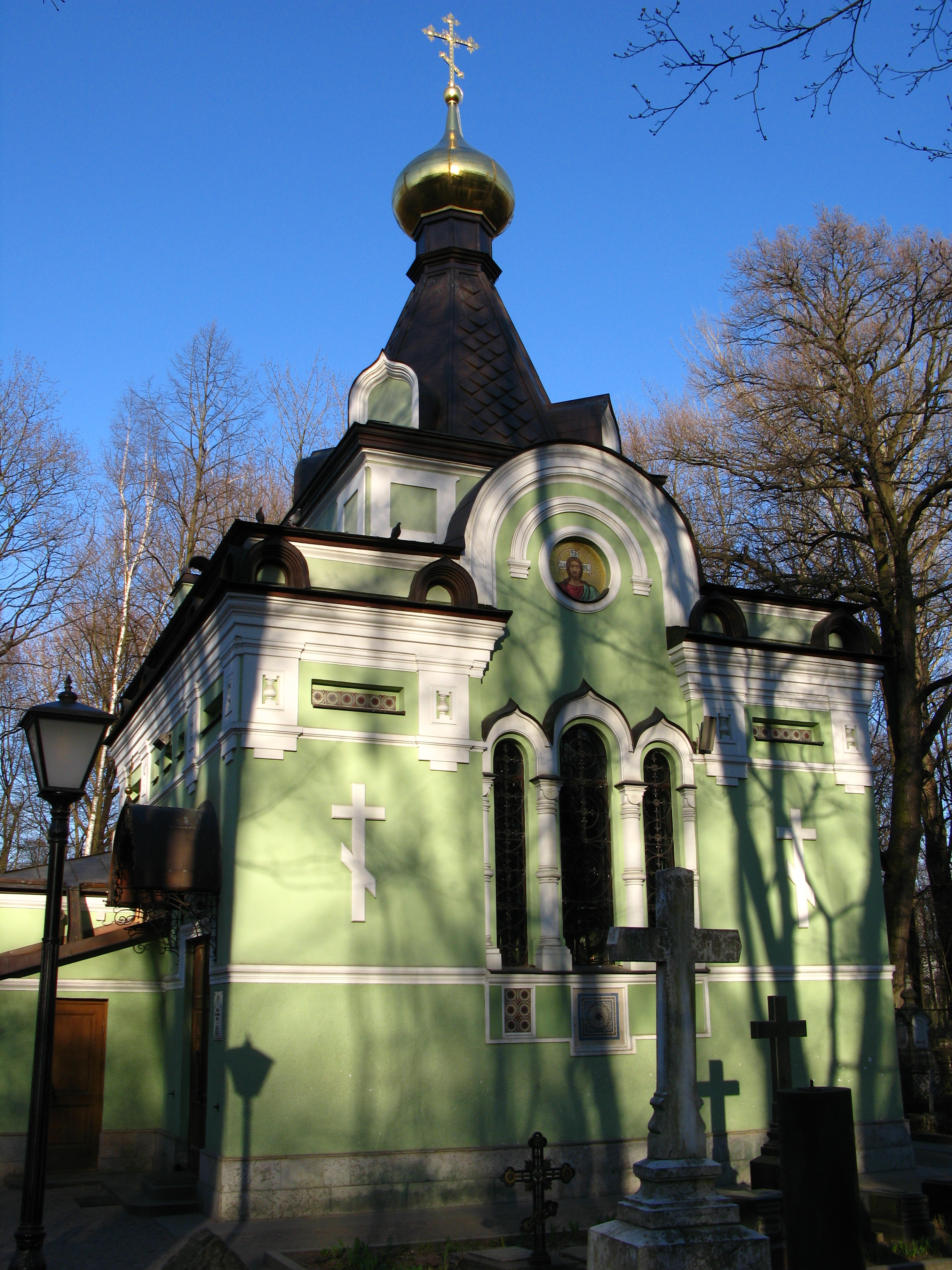
Часовня Ксении Блаженной

Здесь же около 1803 года похоронена канонизированная в 1988 году Ксения Петербургская. Земляной холмик над её могилой постоянно разбирался паломниками, поэтому на могилу положили каменную плиту, но и она постепенно была расколота и по кусочкам унесена посетителями. То же самое произошло и со второй плитой. Однако взамен посетители бросали деньги как пожертвования, поэтому на могиле поставили кружку. В результате в 1830-е гг. на эти кружечные средства над могилой блаженной была выстроена каменная часовня с дубовым иконостасом, расширенная в 1894 году стеклянной галереей. Новая часовня построена в 1901 — 1902 годах по проекту архитектора А. А. Всеславина и освящена 12 октября ст. ст. 1902 года. Отремонтирована во второй половине 1980-х годов и вновь освящена, в ней проводятся богослужения.

#### Анна Петербургская
«Младшая сестра Ксении», Анна Ивановна Лашкина (Лукашёва), юродивая Христа ради, упокоилась в 1853 году, похоронена на месте, указанном при жизни ею самой, у дорожки, позже названной в её честь Аннинской. На её могиле стояла часовня, куда постоянно приходили паломники. В XX в. после 1917 года часовня исчезла, но Анна Ивановна не была забыта и сейчас её кенотаф находится недалеко от западного фасада часовни блаж. Ксении.

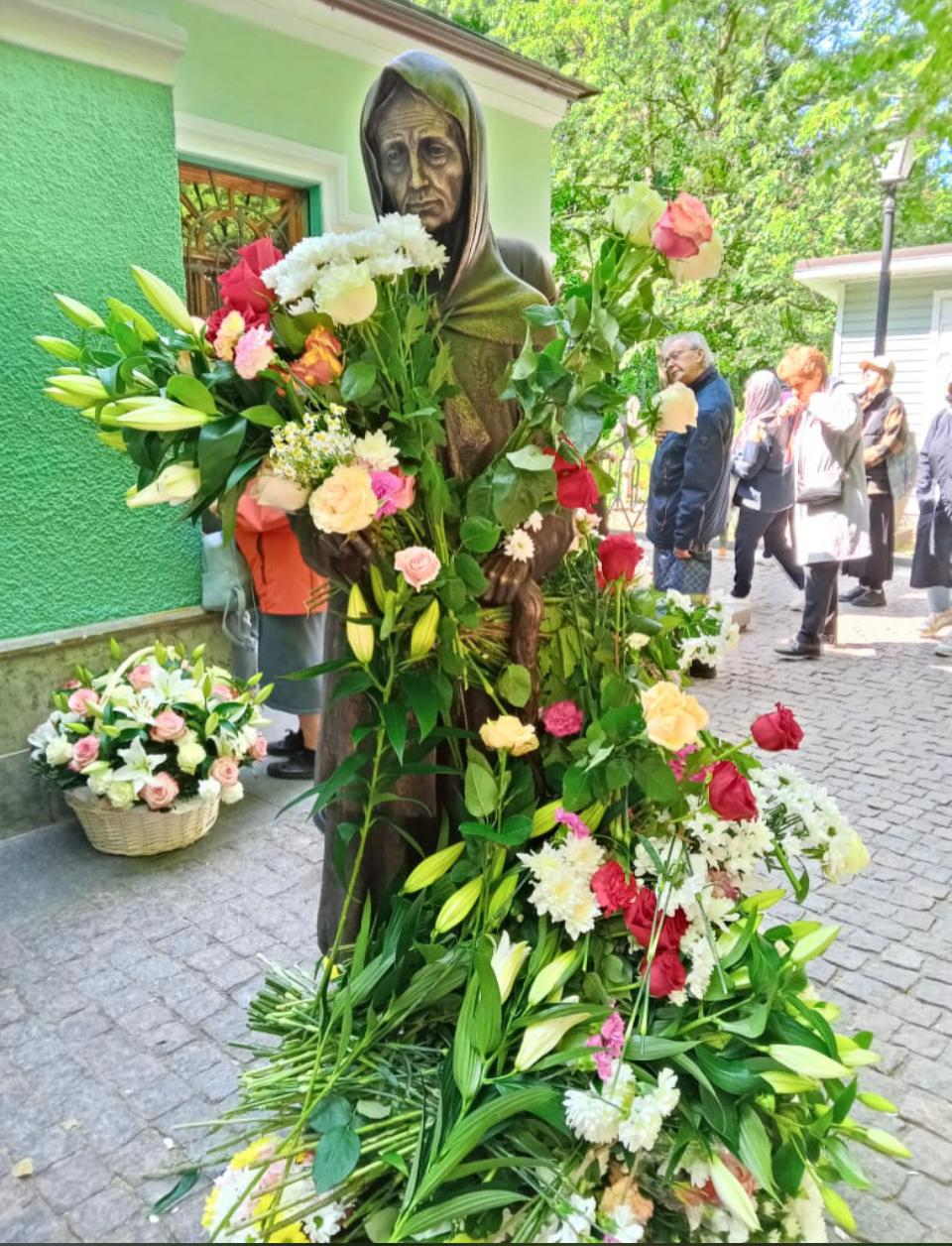
Памятник святой Ксении у часовни на Смоленском кладбище

#### Мария Гатчинская
На Прямой дорожке в 1932 году была погребена православная монахиня Мария Гатчинская, в миру Лелянова Лидия Александровна, скончавшаяся в больнице Дома предварительного заключения и впоследствии причисленная к лику святых как преподобномученица. В 2007 году были обретены её мощи: подняты из могилы и перенесены в Гатчинский Павловский собор.

#### Михаил Союзов
Протоиерей Михаил Фёдорович Союзов был погребён на Троицкой дорожке рядом с сестрой Анной, причислен к лику святых в 2022 году, мощи обретены в декабре того же года и перенесены в Князь-Владимирский собор Санкт-Петербурга.

### Перенос захоронений
Кладбище всегда страдало от небрежения людей в качестве субъективного фактора как в царское время, так и в советский период, а также и от объективных обстоятельств — наводнений и петербургского климата. Так, кладбище пострадало от наводнения 1777 года и, особенно сильно, — от наводнения 1824 года.
Места расположения ряда могил были забыты уже в XIX веке. Особенные потери кладбище понесло в 1920-х — 1930-х годах. Для сохранения особо ценных в художественном отношении памятников они (вместе с прахом умерших или без него) переносились властью на другие, серьёзно охраняемые кладбища или в музеи. То же осуществлялось и в отношении особо выдающихся людей, даже если могила и не имела ценного памятника, например, как у поэта Александра Блока.
Первыми в 1931 году были перезахоронены поэтесса Елизавета Кульман и скульпторы М. И. Козловский и Ф. И. Шубин. Затем со Смоленского кладбища были перезахоронены: архитектор А. Д. Захаров, скульпторы И. П. Мартос, Б. И. Орловский, отец и сын Пименовы: Степан Степанович и Николай Степанович, В. И. Демут-Малиновский, П. П. Соколов, Ф. Ф. Щедрин, художники В. Л. Боровиковский, А. Е. Егоров, А. Г. Варнек, П. А. Федотов, М. Н. Воробьев, Н. И. Уткин, К. Д. Флавицкий, И. Н. Крамской, И. И. Шишкин, артисты В. Н. Асенкова, Н. О. Дюр, Е. И. Колосова, А. Е. Мартынов, В. А. Каратыгин, композиторы Д. С. Бортнянский, К. Н. Лядов, драматург Я. Б. Княжнин с женой (дочерью А. П. Сумарокова), баснописец А. Е. Измайлов, поэт А. С. Хвостов и некоторые другие.
Такая же судьба ожидала захоронения деятелей науки: в архиве Музея городской скульптуры хранится письмо из архива Академии наук от 15 февраля 1941 года, где говорится, что, по мнению учёных, следует перенести в музей-некрополь «останки всех действительных членов Академии, а также лиц, имеющих исключительные заслуги перед наукой». К письму прилагался перечень намеченных к перезахоронению лиц на одиннадцати листах (не сохранился); начавшаяся война 1941 — 1945 годов, вероятно, помешала осуществлению этого плана.
Оставшиеся надгробия и склепы зачастую подвергались осквернению. Во второй половине 1960-х и в 1970-х годах в бывшей богадельне при входе с Камской улицы справа существовало небольшое отделение милиции и дружинников, которые посильно следили за порядком на кладбище, патрулировали его.

## Галерея

Спутниковый снимок кладбища
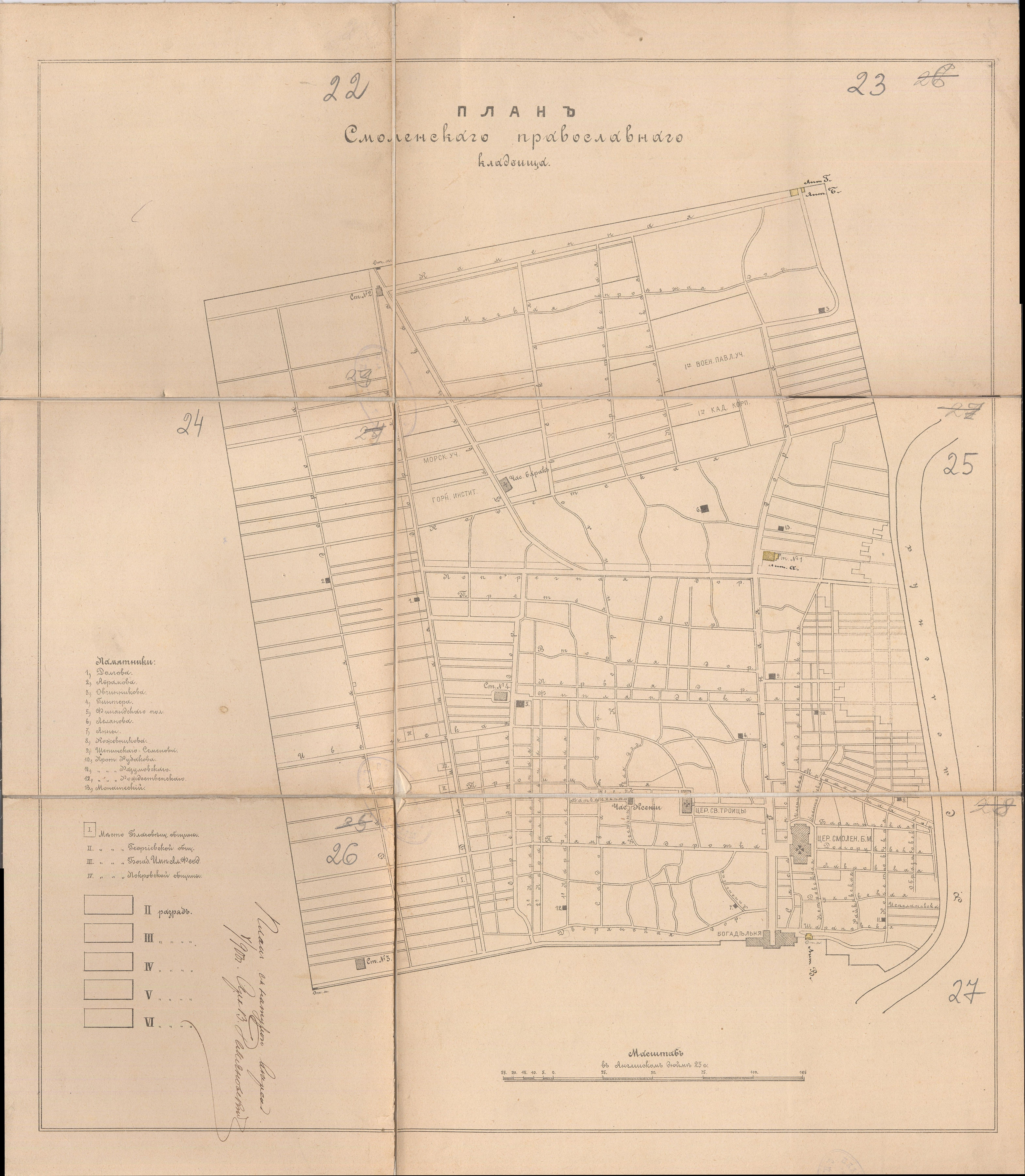
План кладбища 1900 года
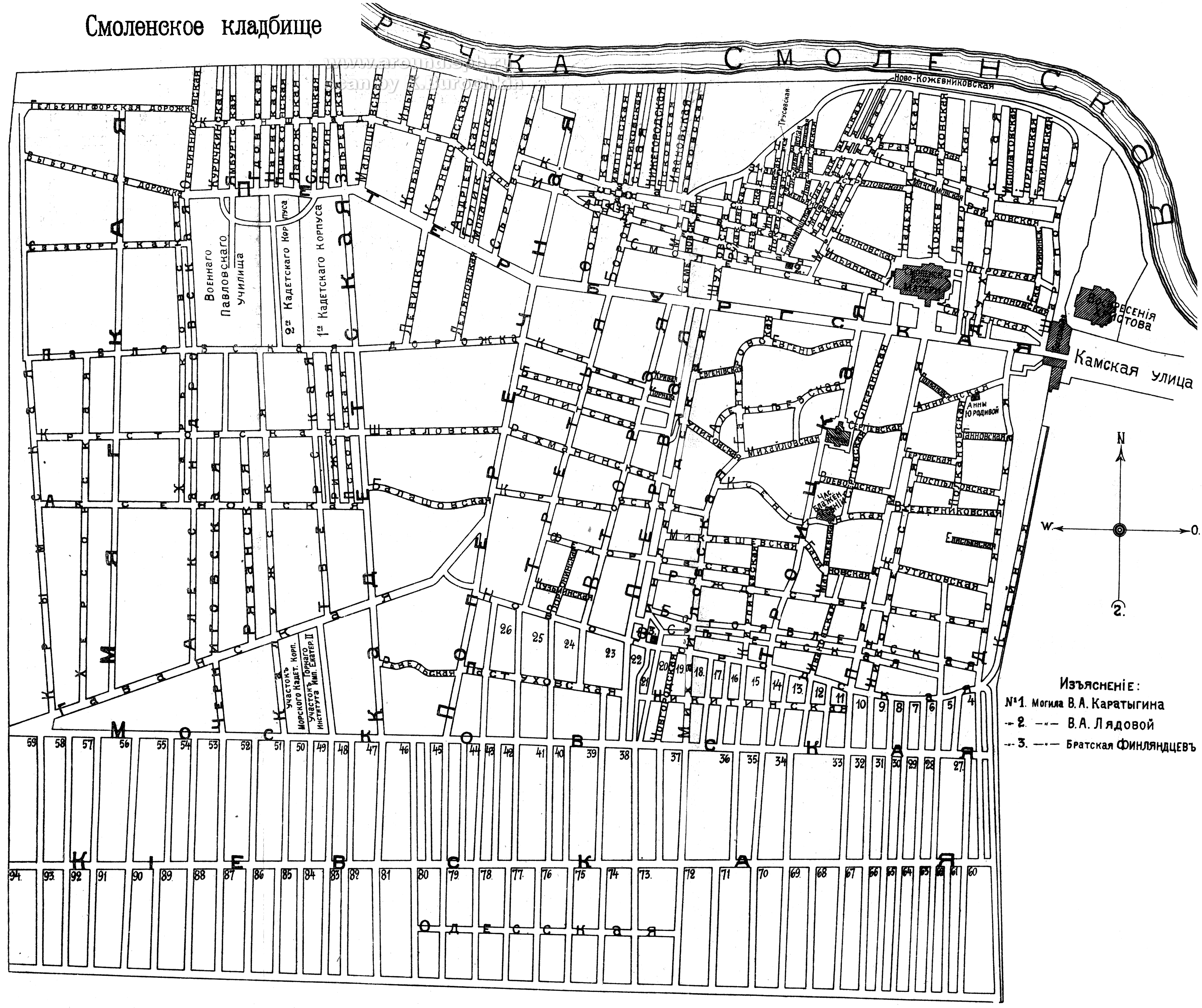
Схема кладбища 1913 года
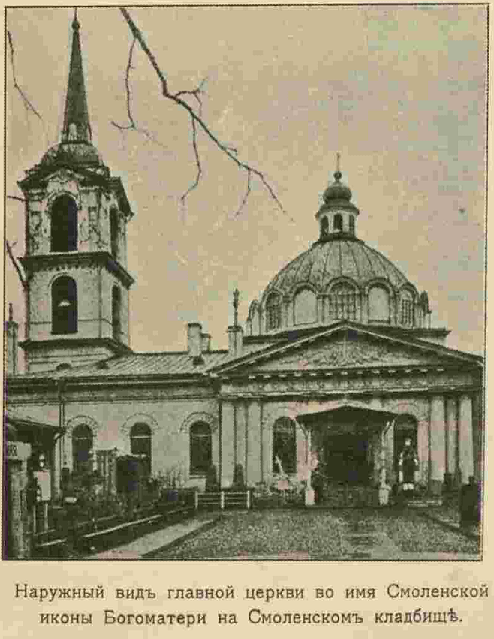
Фото из книги 1909 года
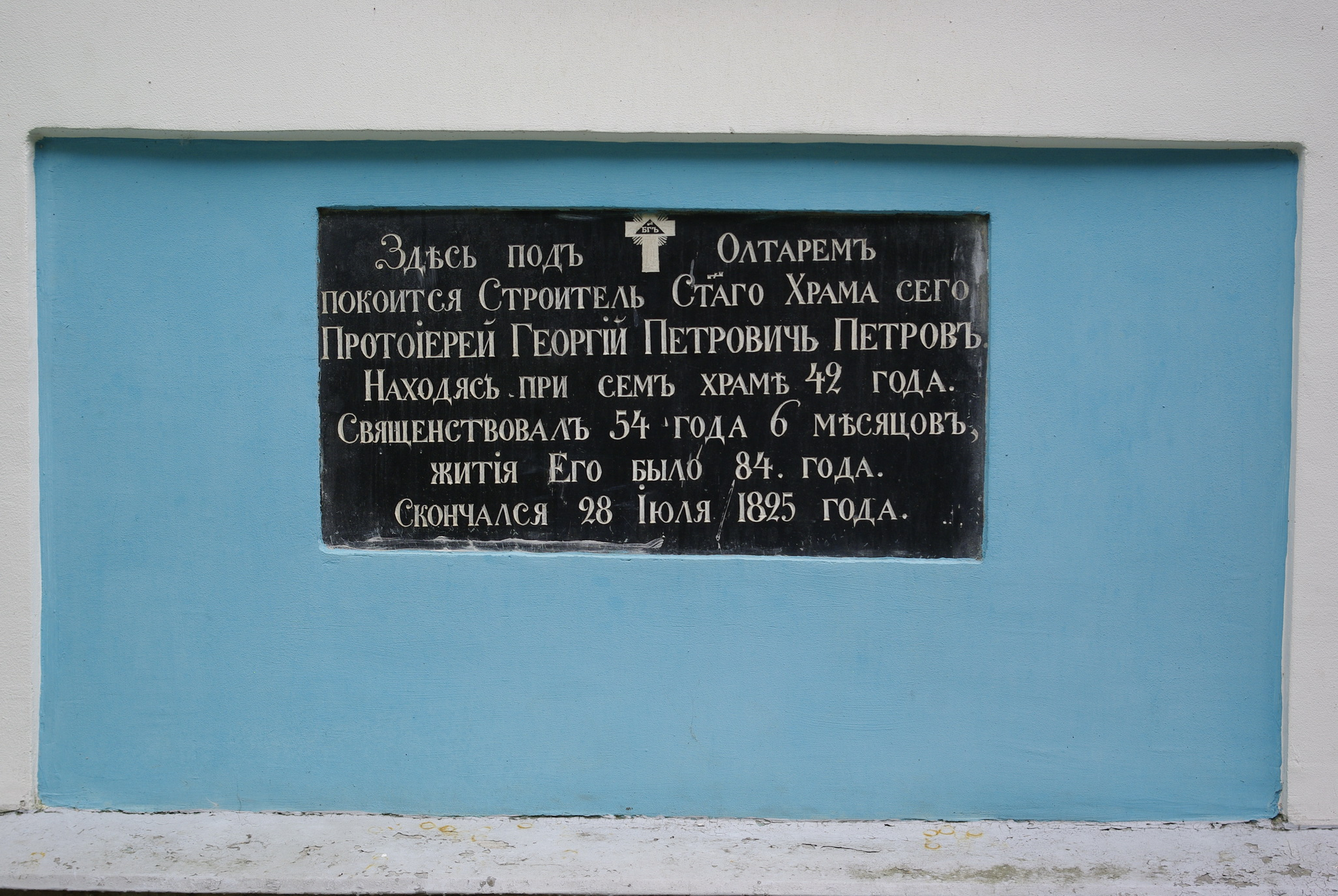
Доска над могилой строителя церкви о. Георгия Петрова
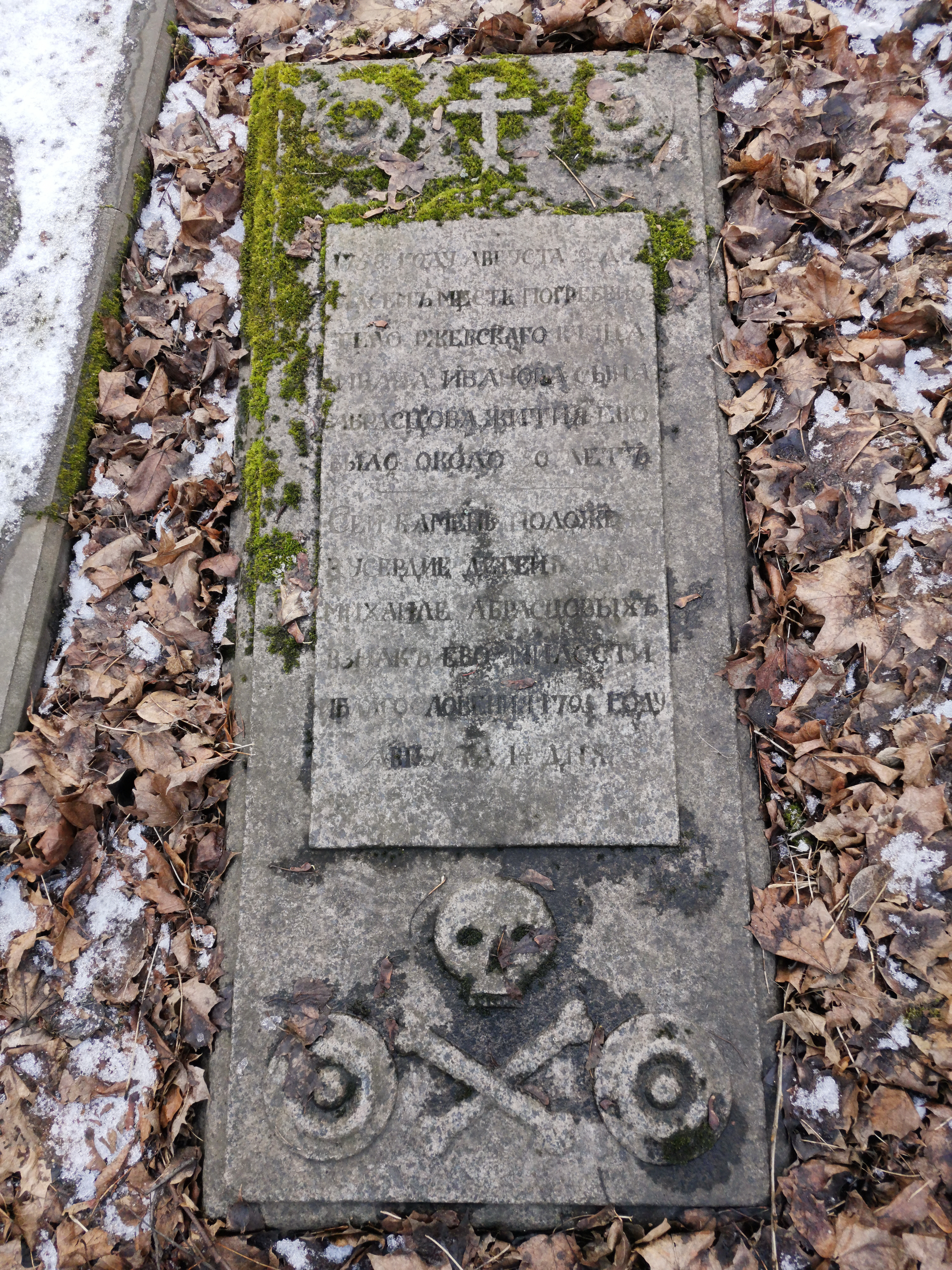
Плита на могиле купца Ивана Абрасцова, XVIII в.
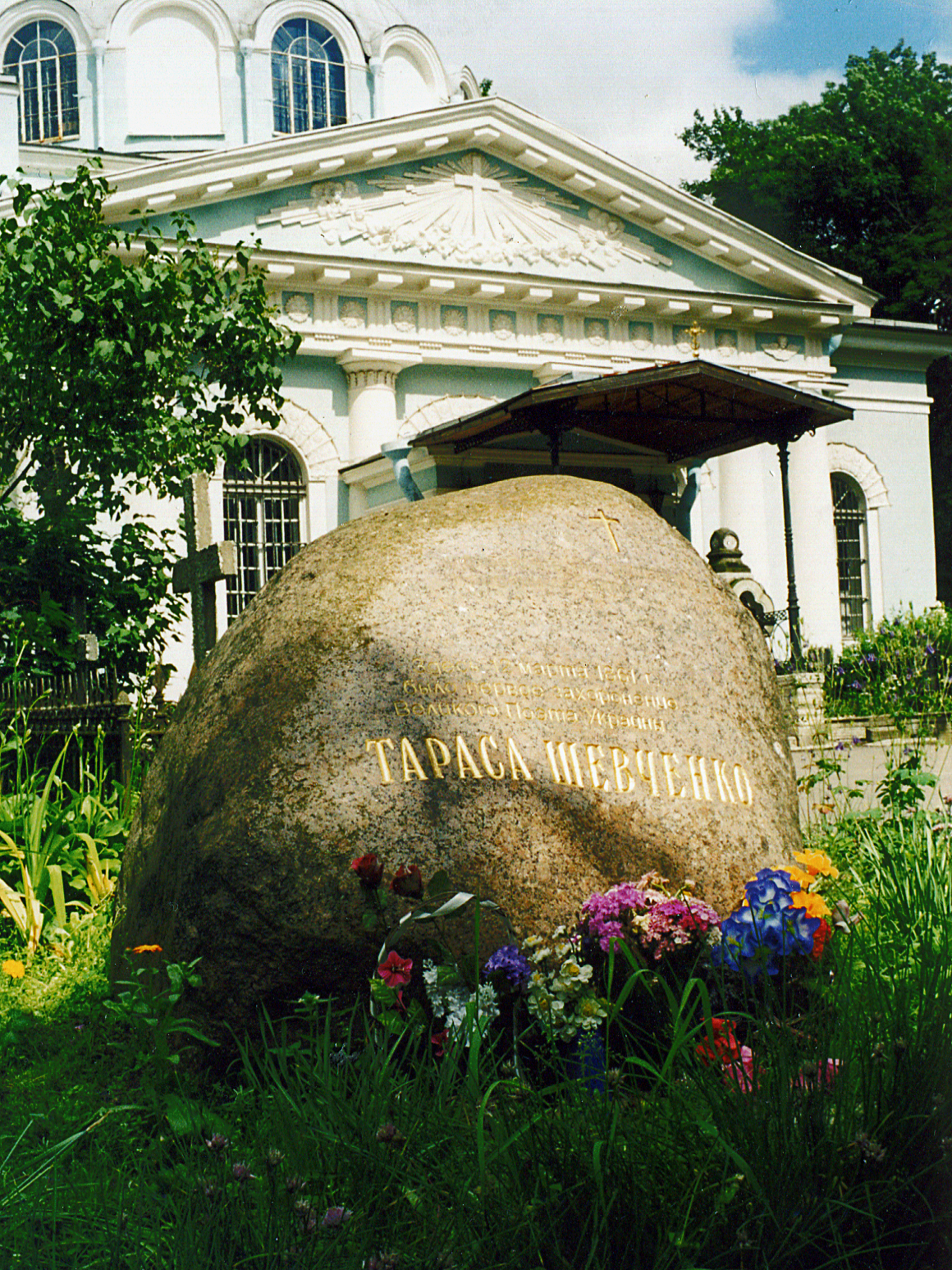
Место первоначального захоронения Тараса Шевченко
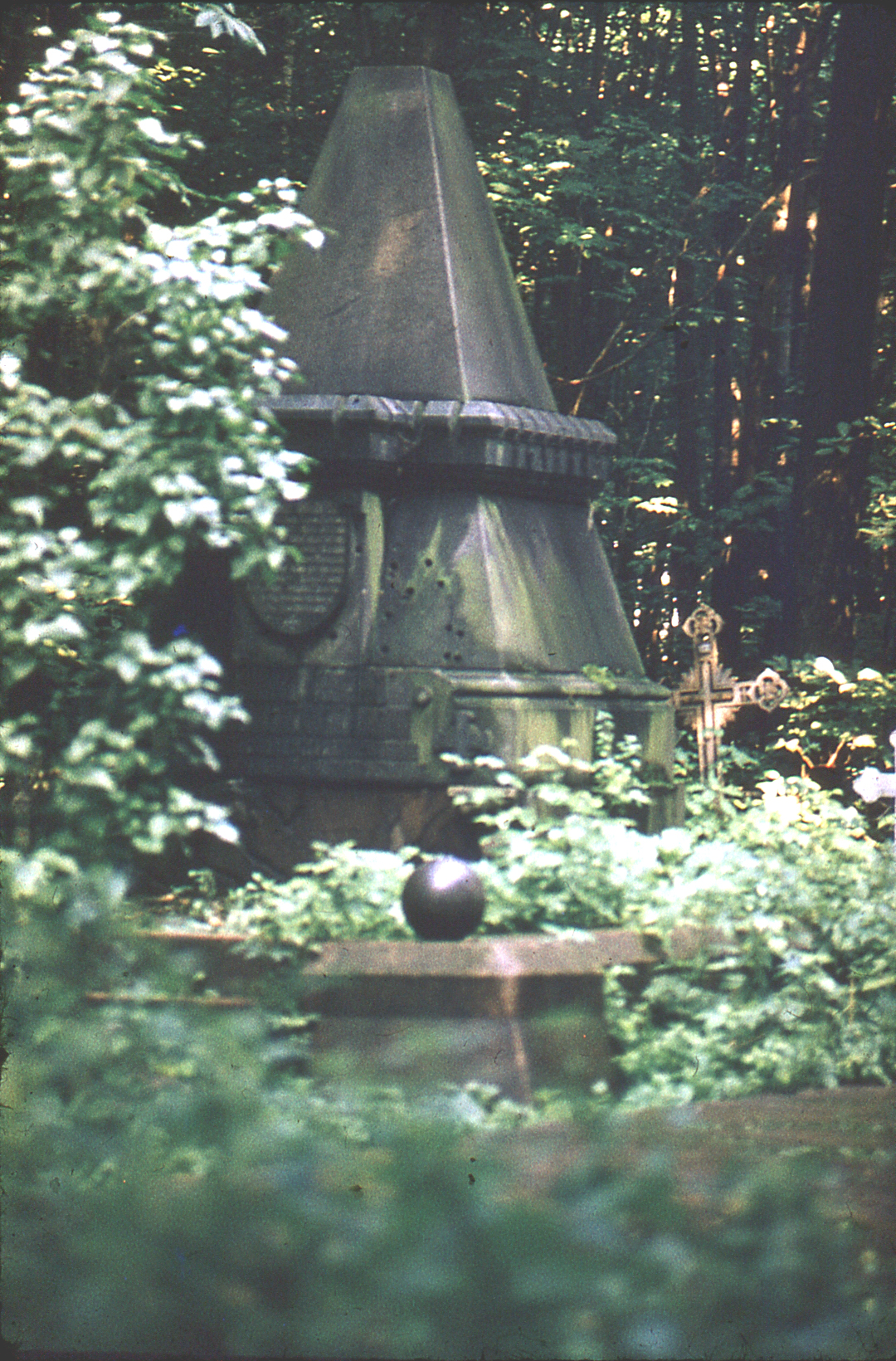
Памятник героям-финляндцам
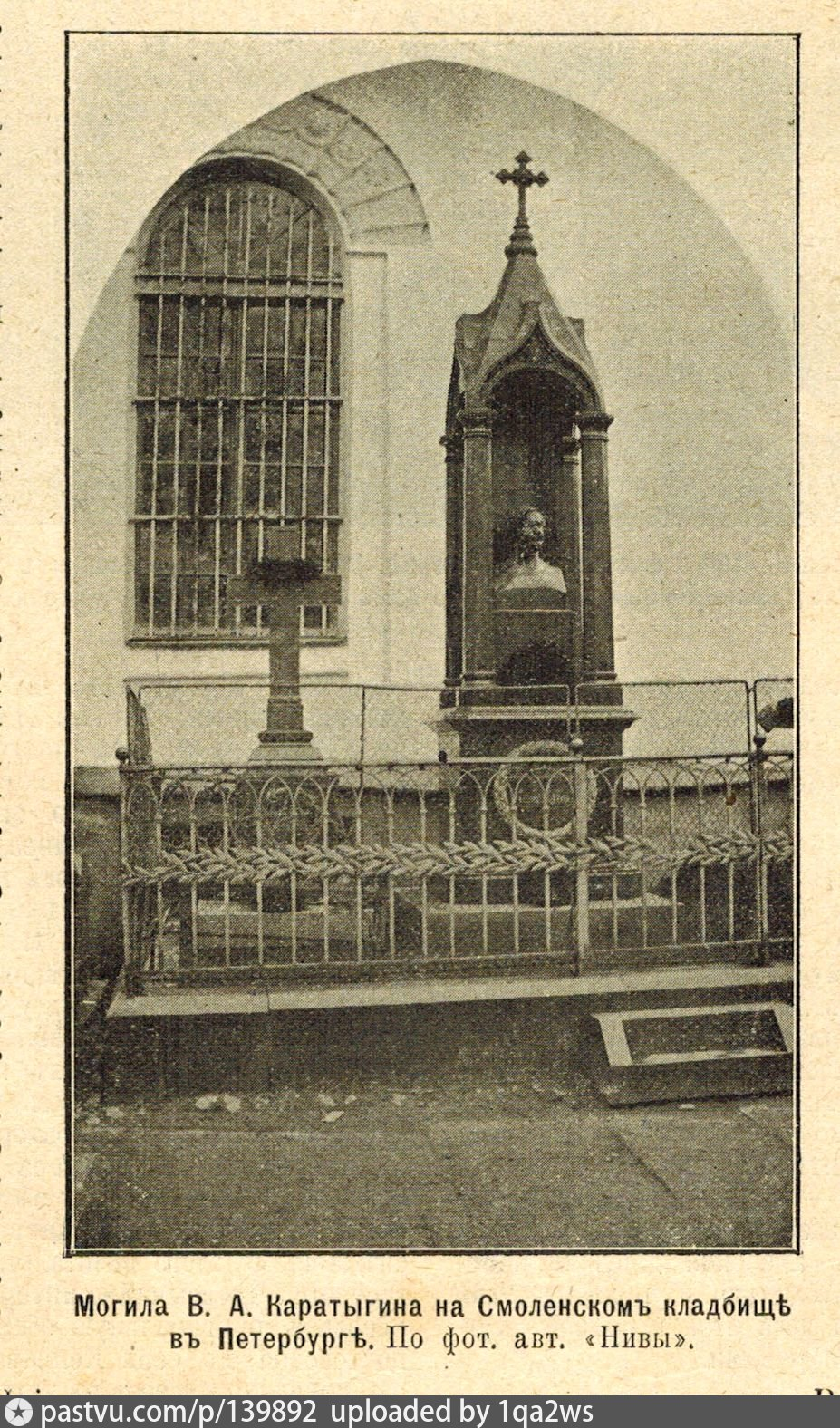
Памятник актёру Каратыгину В. А.
Восстановленный крест на могиле героя Первой мировой войны подполковника П. А. Тищинского
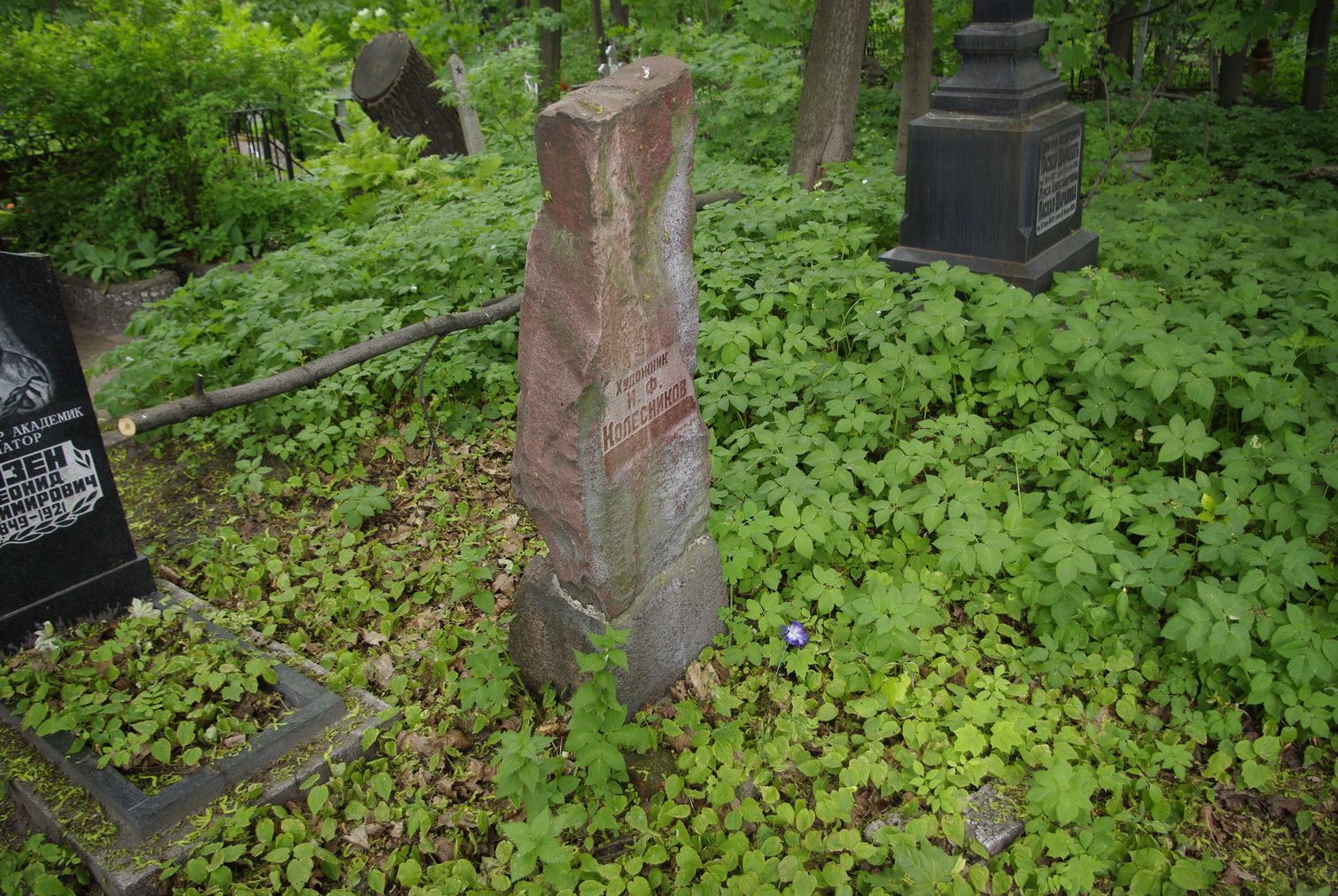
Памятник Колесникову И.Ф.
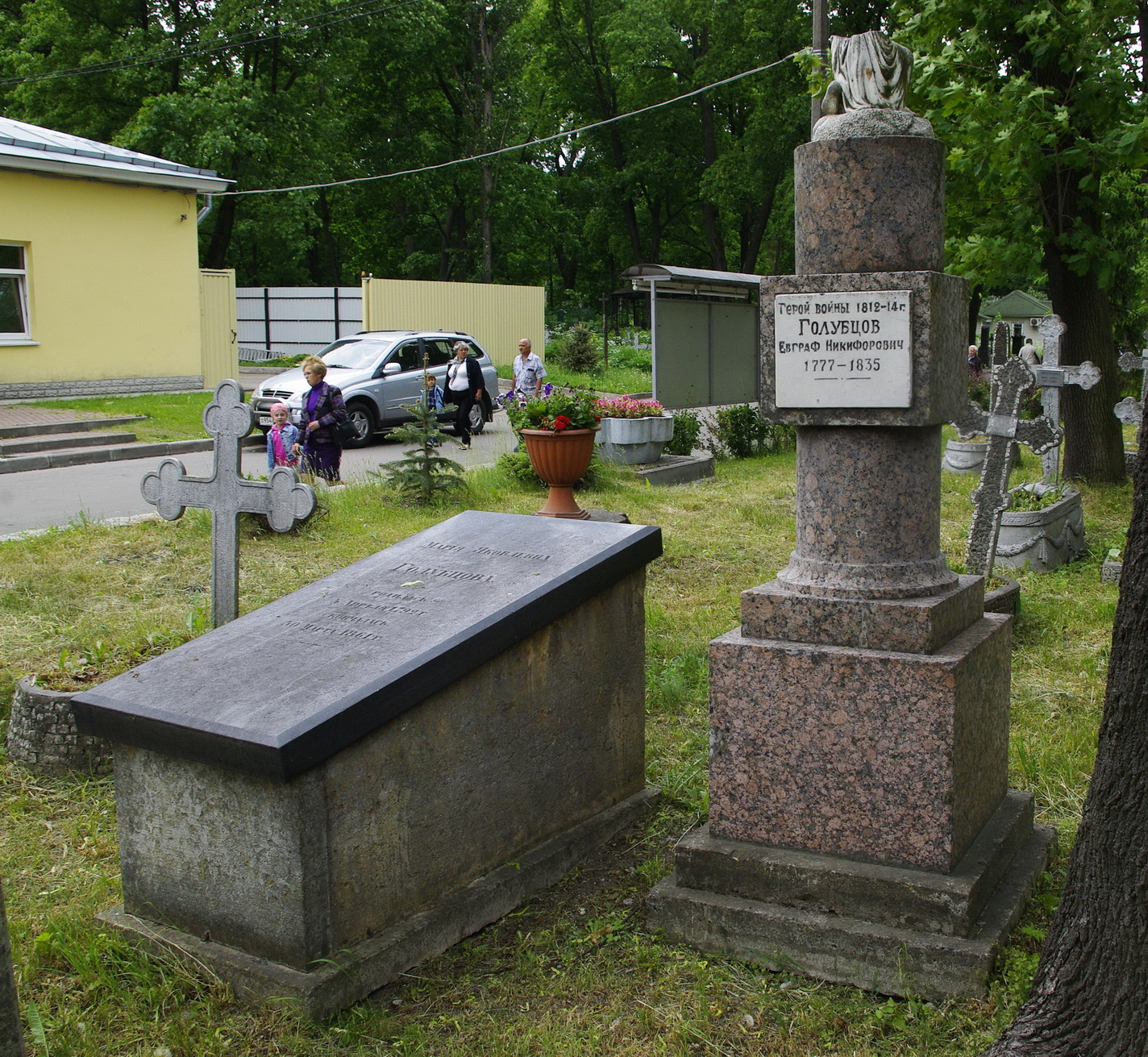
Место Голубцовых, историческое захоронение
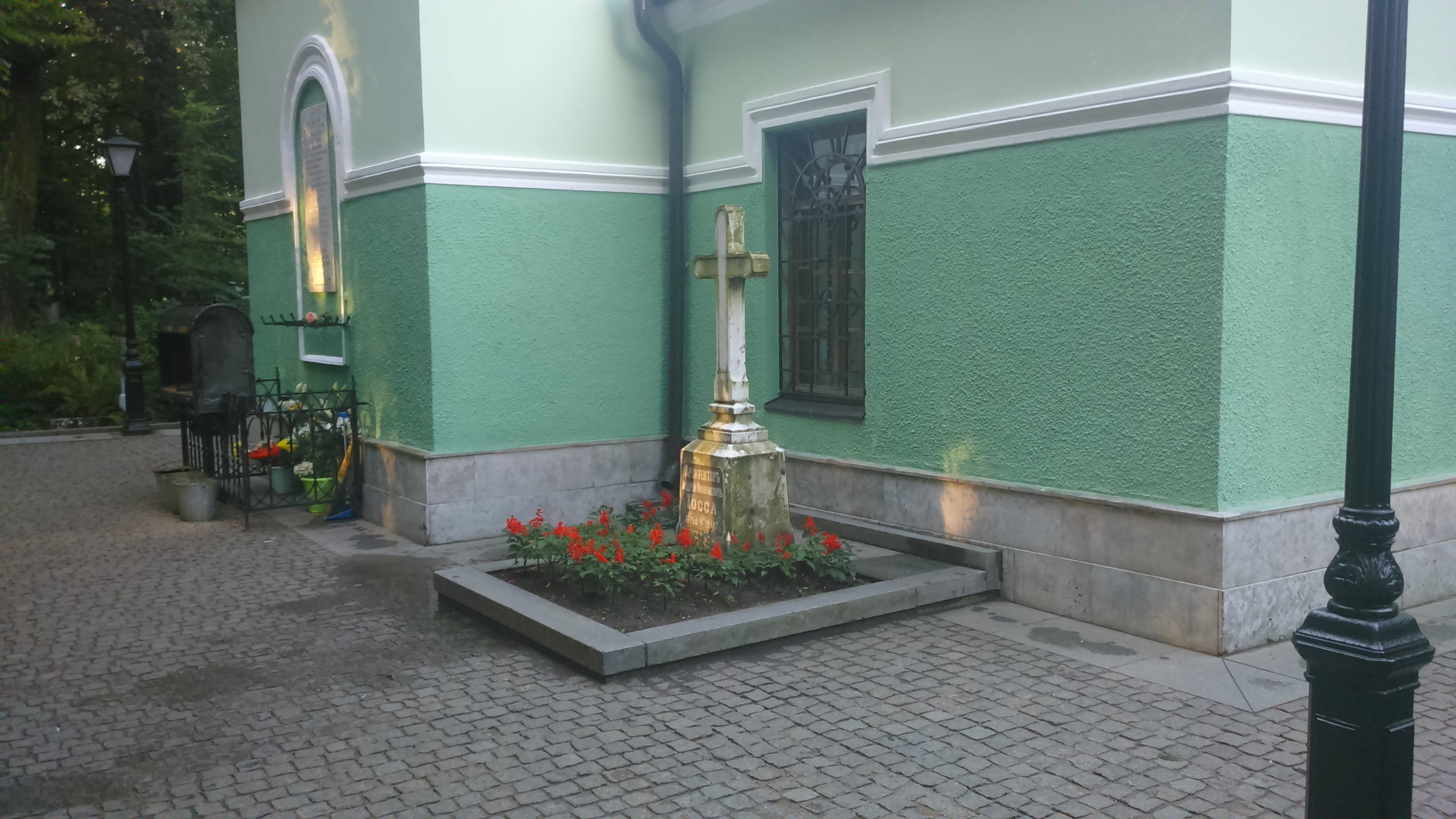
Могила архитектора Иоссы А.Н. и памятник
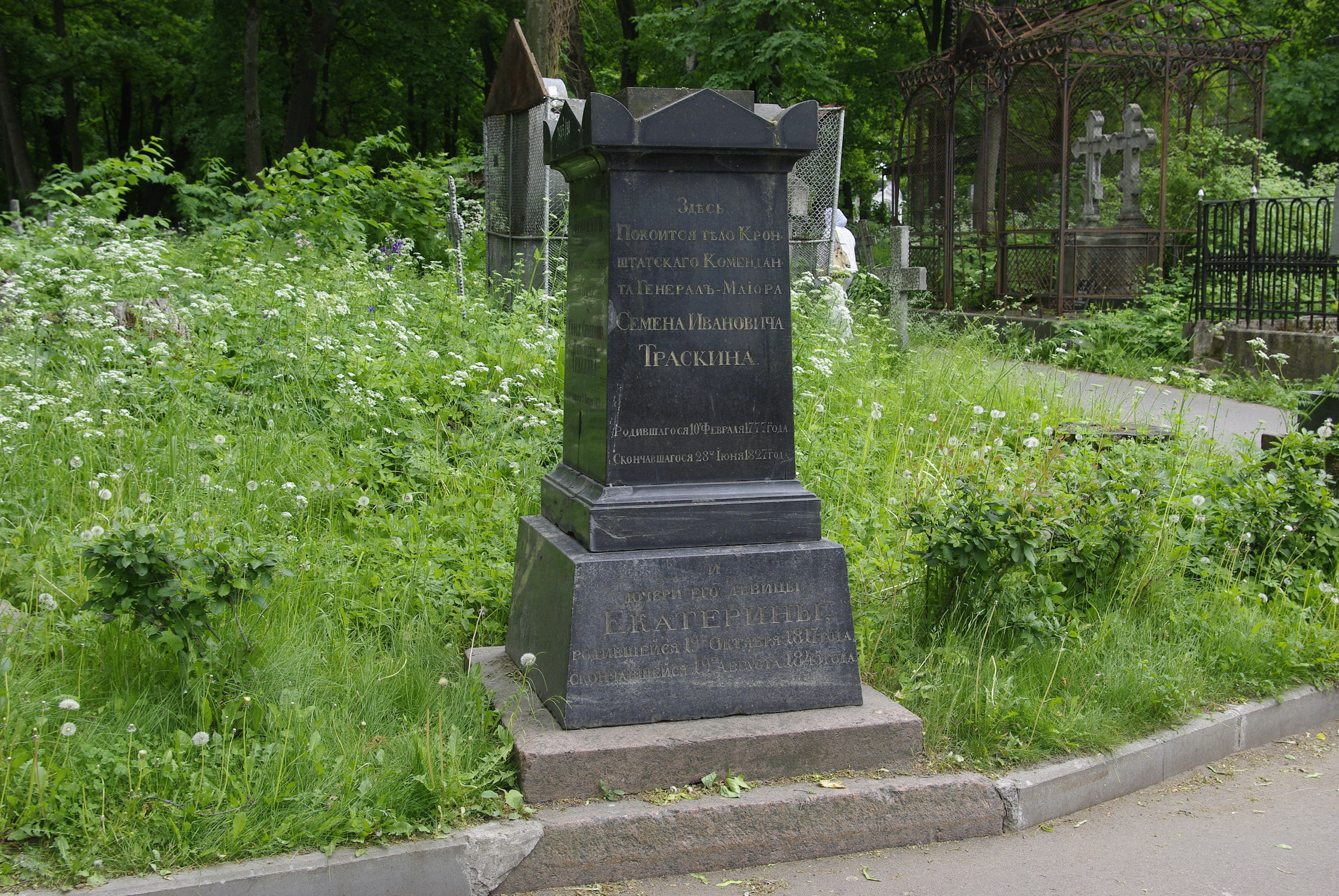
Комендант Кронштадта Траскин С. И. и семья
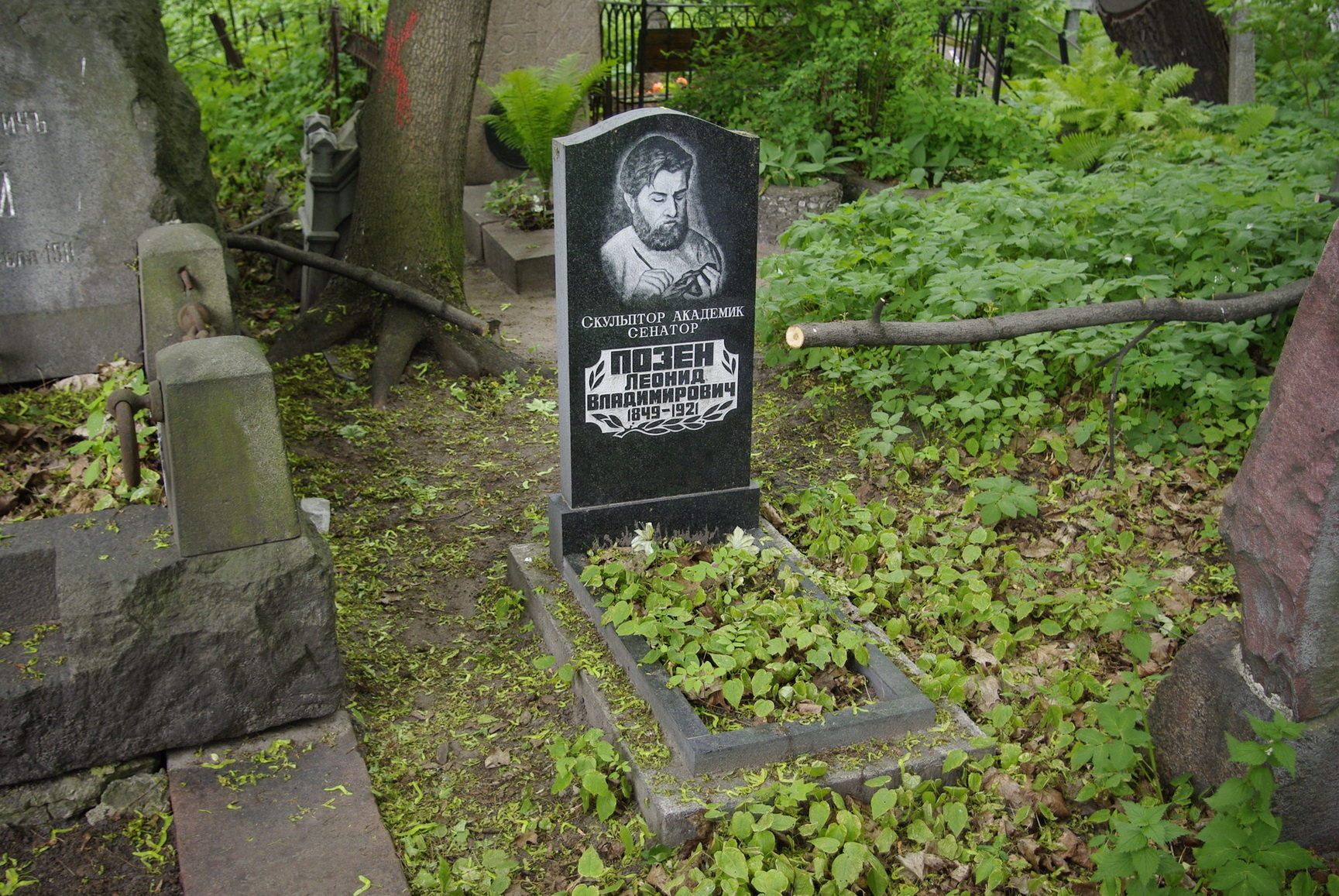
Позен Л. В.
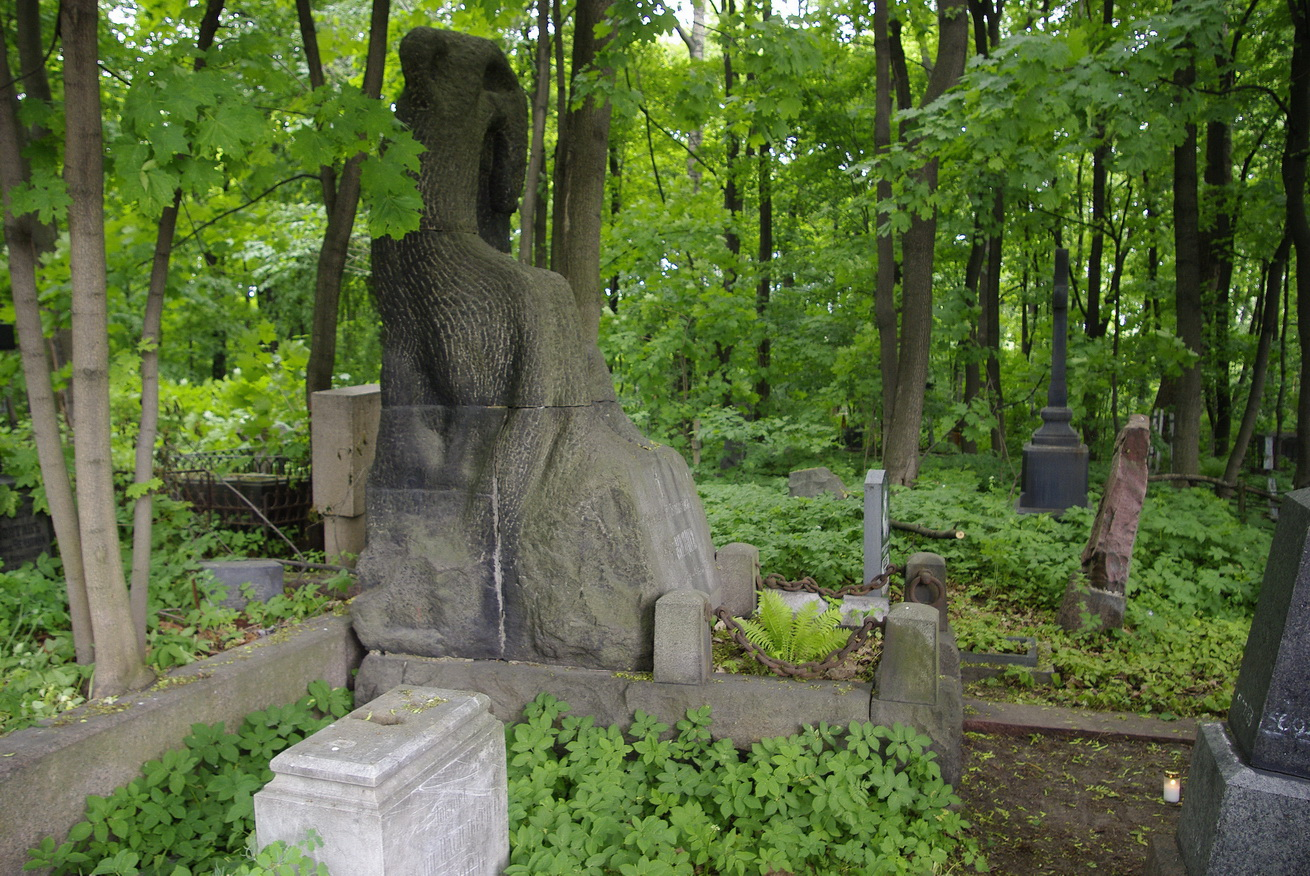
Крыжицкий К. Я.
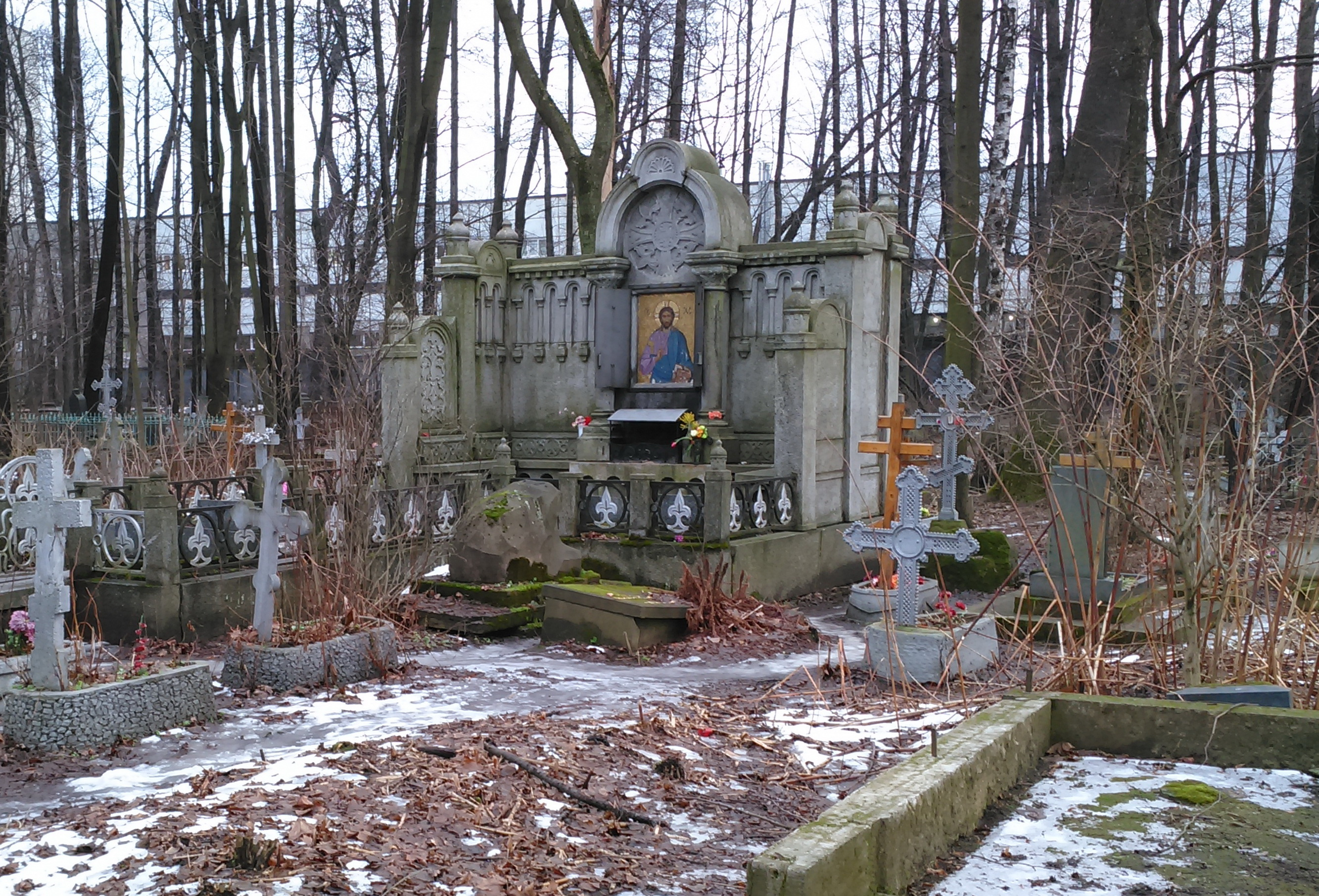
Мемориал Пахомовых и Слепушкиной

## Храмы на кладбище
- Церковь в честь Смоленской иконы Божией Матери (1790);
- Троицкая церковь (1831—1932), с 2002 года на её месте находится памятная часовня;
- Воскресенская церковь (1903) (храм перед входом на кладбище с Камской улицы);
- Часовня Ксении Блаженной (архитектор А. А. Всеславин, 1902 год).

## Перечень памятников, охраняемых государством
1. Церковь Воскресения Христова
2. Святые ворота с богадельней и часовней
3. Церковь Смоленская
4. братская могила рабочих завода «Севкабель», 1941—1944 гг.
5. братская могила советских воинов, 5 февраля 1944 г.
6. братская могила советских воинов, 24 сентября 1943 г.
7. братская могила советских воинов, 15 июля 1944 г.
8. братская могила советских воинов, 23 января 1943 г.
9. братская могила лётчиков Героя Советского Союза Советского М. А. (1917—1944) и Гожева А. А. (1911—1944)
10. могила Барбота-де-Марни Н. П. (1829—1877), геолога
11. могила Баумана В. И. (1867—1923), геолога
12. могила Бахтина А. Н. (1894—1931), участника Гражданской войны, подводника
13. могила Бекетова Н. Н. (1827—1911), физико-химика
14. могила Бокия Б. И. (1873—1927), геолога
15. могила Брегмана Л. А. (1894—1925), революционера
16. могила Бубнова И. Г. (1872—1919), учёного-кораблестроителя
17. могила Буняковского В. Я. (1804—1889), математика
18. могила Бызова Б. В. (1880—1934), химика
19. могила Вахрамеева А. И. (1874—1926), художника
20. могила Вилькицкого А. И. (1858—1913), географа и гидрографа
21. могила Вилькицкого Б. А. (1885—1961), гидрографа, первооткрывателя Северной земли
22. могила Висковатова А. В. (1804—1858), военного историка
23. могила Витковского В. В. (1856—1924), геодезиста и астронома
24. могила Волкова Е. Е. (1844—1920), художника
25. могила Доброхотова П. Е. (1786—1831), художника
26. могила Долбни И. П. (1853—1912), математика
27. могила Дубовского Н. Н. (1859—1918), художника
28. могила Дьяконова М. А. (1855—1919), историка
29. могила Еремеева П. В. (1830—1899), минералога
30. могила Жданко М. Е. (1855—1921), гидрографа-геодезиста
31. могила Заблоцкого-Десятовского А. П. (1808—1881), экономиста
32. могила Завьялова Ф. С. (1811—1856), художника
33. могила Загорского П. А. (1764—1846), физиолога
34. могила Захарова Я. Д. (1765—1836), химика
35. могила Зинина Н. Н. (1812—1880), химика
36. могила Иноходцева П. Б. (1742—1806), астронома
37. могила Иоссы А. А. (1810—1894), металлурга
38. могила Истрина В. М. (1865—1937), литературоведа
39. могила Карского Е. Ф. (1860—1931), филолога
40. могила Кившенко А. Д. (1851—1895), художника
41. могила Клевера Ю. Ю. (1850—1924), художника
42. могила Коркина А. Н. (1837—1908), математика
43. могила Корнилова А. А. (1830—1893), вице-адмирала, гидрографа
44. могила Крыжицкого К. Я. (1858—1911), художника
45. могила Куприянова И. А. (1794—1857), мореплавателя
46. могила Кучерова М. Г. (1850—1911), химика
47. могила Лаврова П. А. (1856—1929), филолога
48. могила Лебединского В. К. (1868—1937), физика
49. могила Лемке М. К. (1872—1923), историка
50. могила Леонова А. П. (1888—1919), революционера
51. могила Лихачёва Н. П. (1862—1936), историка
52. могила Маковского В. Е. (1846—1920), художника
53. могила Меншуткина Н. А. (1842—1907), химика
54. могила Михалькова Г. И. (1893—1946), революционера, контр-адмирала
55. могила Модзалевского Б. Л. (1874—1928), литературоведа
56. могила Можайского А. Ф. (1825—1890), создателя первого в мире самолёта
57. могила Монастырского Н. Д. (1847—1888), хирурга
58. могила Морозова Н. В. (1862—1926)[75], гидрографа
59. могила Мушкетова И. В. (1850—1902), геолога и географа
60. могила Никитского А. В. (1859—1921), историка и филолога
61. могила Павлова-Сильванского Н. П. (1869—1908), историка
62. могила Палладина В. И. (1859—1922), физиолога
63. могила Петрова В. В. (1761—1834), физика и электротехника
64. могила Петрушевского Ф. Ф. (1828—1904), физика
65. могила Попова А. А. (1821—1898), адмирала, кораблестроителя
66. могила Пузыревского Н. П. (1861—1934), гидротехника
67. могила Римского-Корсакова В. А. (1822—1871), гидрографа и географа
68. могила Романовского Г. Д. (1831—1906), геолога
69. могила Рыкачёва М. А. (1840—1919), метеоролога
70. могила Савинского В. Е. (1859—1937), художника и педагога
71. могила Севергина В. М. (1765—1826), минералога и химика
72. могила Семёнова-Тян-Шанского П. П. (1827—1914), географа и путешественника
73. могила Симони П. К. (1859—1939), историка, литературоведа
74. могила Сиповского В. В. (1872—1930), литературоведа
75. могила Славянского Ф. М. (1817—1876), художника
76. могила Соколова П. И. (1764—1835), филолога
77. могила Сологуба (Тетерникова) Ф. К. (1863—1927), писателя, поэта
78. могила Сомова И. И. (1815—1876), математика и механика
79. могила Спицына А. А. (1858—1931), археолога
80. могила Степанова Н. И. (1879—1938), химика
81. могила Таланова В. В. (1871—1936), специалиста в области сельского хозяйства
82. могила Тиме И. А. (1838—1920), горного инженера
83. могила Титова Н. А. (1800—1875), композитора
84. могила Угрюмова Г. И. (1764—1823), художника
85. могила Успенского Ф. И. (1845—1928), историка
86. могила Устрялова Н. Г. (1805—1870), историка
87. могила Фаминцына А. С. (1835—1918), ботаника-физиолога
88. могила Федоровича В. Н. (1871—1937), художника
89. могила Федченко О. А. (1845—1921), ботаника и путешественницы
90. могила Фёдорова Е. С. (1853—1919), минералога
91. могила Филипченко Ю. А. (1882—1930), биолога
92. могила Фреймана И. Г. (1890—1929), радиотехника
93. могила Хвольсона Д. А. (1819—1911), востоковеда
94. могила Хвольсона О. Д. (1852—1934), физика
95. могила Хлопина Г. В. (1863—1929), гигиениста
96. могила Хмельницкого Н. И. (1791—1845), драматурга
97. могила Чарской Л. А. (1875—1937), писательницы
98. могила Чванова В. Т. (1914—1944), Героя Советского Союза
99. могила Черкасова А. Н. (1874—1904), командира подводной лодки "Дельфин"
100. могила членов экипажа подводной лодки «Дельфин»
101. могила Чернова К. П. (1803—1825), декабриста
102. могила Чернышёва Ф. Н. (1856—1914), геолога и палеонтолога
103. могила Шебуева В. К. (1777—1855), живописец
104. могила Шимкевича В. М. (1858—1923), зоолога
105. могила Эмина Н. Ф. (1760—1814), писателя
106. могила Ячевского А. А. (1863—1932), ботаника

## Некоторые эпитафии
- Распространённая эпитафия, в разных вариантах встречается на петербургских кладбищах, в том числе на Смоленском (конец XIX — нач. XX вв.):

«Покойся, друг души бесценной,
В стенах обители святой.
Приидет час благословенный,
И мы увидимся с тобой.»
- На памятнике В. И. Обольяниновой (урожд. Зайцева), жены поручика 2-го Кадетского корпуса, 1811 год. Памятник возобновлён после наводнения 1825 года.

«Под камнем серым сим, в земле сырой и хладной,
Я счастие мое с супругой положил.
Увы! Не долго с милой жил
И чем утешуся в разлуке безотрадной!»
- На памятнике А. П. Инглис (урожд. Фроловская), 1823 год:

«Бесценной супруге
Ты жизни цену мне прямую показала,
Ты год блаженства мне небесного дала.
Но ангел кроткий наш, Ты нам на миг сияла
И к ангелам в своё отечество пришла.»
- На памятнике отрока Иоанна Розанова, сына полковника (1823—1831):

«В летах невинности оставшись сиротою,
Ты, Ангел, на земле гостить не захотел,
Но за родителем в мир лучший улетел
И безутешную похитил мать с собою,
Чтобы за гробом вновь с супругом съединить
И с ними чистых душ восторги разделить.
Прости, небесный гость в обители блаженных,
Ликуй с бесплотными и радуй незабвенных.».
- На памятнике актрисы В. Н. Асенковой, 1841 год:

«Все было в ней: душа, талант и красота.
И скрылось все от нас, как светлая мечта.».
- На памятнике младенцу Рафаилу Пироне (1902—1904), сыну итальянского подданного[101][102], недалеко от Главного входа, на правой (северной) стороне Петроградской дорожки:

«Ora pro nobis» (пер. с лат. : "Молись о нас").
- На могиле Чмутовой А. П. (1899—1936):

«Здесь покоится прах Анны Петровны Чмутовой, погибшей на служебном посту от руки классового врага».

## Списки погребённых
- Категория:Похороненные на Смоленском православном кладбище
- Проект:Санкт-Петербург/Списки/Список похороненных на Смоленском православном кладбище
- Ссылка: Список погребённых под Смоленской церковью
- Список погребённых в Троицкой церкви
- Список погребённых в Воскресенской церкви
- Ссылка: Учётная карточка воинских захоронений Великой Отечественной войны 1941—1945 годов

## Смоленское православное кладбище в искусстве

### Изобразительное искусство
- Художник Викерс, Альфред Джордж (A. G. Vickers), гравировал И. Смит (E. Smith): CEMETERY OF THE SMOLENSKO CHURCH, ON THE VASILI OSTROFF NEAR PETERSBURG («Кладбище при Смоленской церкви на Васильевском острове вблизи Петербурга», 1836 год.
- Т. Г. Шевченко: Уголок Смоленского кладбища в Петербурге, 1840 год.
- В. В. Зауерлендер: «На Смоленском кладбище». Конец XIX века[107].
- А. А. Маковская (Плевако): «Уголок Смоленского кладбища», 1925 год[108].

### XIX век
- Виктор Бурьянов. Прогулка с детьми по С. Петербургу и его окрестностям. — СПб.: Тип. Гл. Управления путей сообщения и публичных зданий, 1838. — Т. I. — 288 с.
- Историко-Статистич. сведения о С.-Петербургской епархии. — СПб.: С.Петерб. епарх. ист.-стат. комитет, вып. II, ч.II, 1871 (печатня В.Головина).
- Опатович С. И. Смоленское кладбище в Петербурге. Исторический очерк // Русская старина : журнал. — СПб.: Типогр. В. С. Балашева, Больш. Садов., № 49-2, 1873. — Т. VIII (август). — С. 168—200.
- Опатович С. И. Церковь во имя Смоленской Иконы Божией Матери на кладбище. — Историко-Статистические сведения о С.-Петербургской епархии. — СПб.: С.-Петербургский епарх. ист.-статистич. комитет, типогр. деп-та уделов, 1875. — Т. IV, второй отдел, ч.II (Церкви в С.-Петербурге). — С. 76—151.

### XX век
- Смоленское православное кладбище в С.-Петербурге / С разрешения Распорядительного Комитета Дома трудолюбия в память р. Б. Ксении. — СПб.: Тип. В. Безобразова и Ко, СПб., В. О., 8 л., 45, 1906. — 8 с.
- Прот. Евгений Рахманин. По поводу предстоящего столетнего юбилея Смоленско-кладбищенской богадельни // Известия по С.-Петербургской епархии  / Протоиерей Философ Орнатский. — СПб.: при журнале "Отдых христианина", СПб, Обводный канал, д.116 / Типолитография М. П. Фроловой, Галерная, 6, 1908. — Вып. 3-го апреля, № 6/7. — С. 38—46.
- Сост. секр. Дома, прот. Рахманин, Евгений Александрович. Раба Божия блаженная Ксения, почивающая на Смоленском кладбище в С.-Петербурге. — 3-е изд., испр. и доп. в пользу Дома трудолюбия в память р. Б. Ксении. — СПб.: "Электропечатня" Я. Кровицкого, 1909. — 112 с.
- Прот. Рахманин, Евгений Александрович. Раба Божия блаженная Ксения, почивающая на Смоленском кладбище в С.-Петербурге. — 4-е изд. — СПб.: типо-лит. М. П. Фроловой, 1910. — 16 с.
- Рахманин, Евгений Александрович. Раба Божия Анна (Анна Ивановна Лашкина или Лукашева), почивающая на Смоленском православном кладбище в С.-Петербурге. [Биогр. очерк]. — 2-е изд., доп. — СПб.: тип. А. В. Орлова, 1911. — 40 с.
- В. И. Саитов (составитель), по поруч. Вел. Кн. Николая Михайловича. Петербургский некрополь, том I (А-Г), том II (Д-Л), том III (М-Р), том IV (С-Фита). — СПб., типогр. М.М.Стасюлевича, 5 лин. В.О., д.28, 1912-1913.
- А. А. Измайлов, спец. снимки для "Аргуса" А. Поповского. Город мёртвых (некрополь Смоленского кладбища в СПб) // Г. П. Кеннард Аргус : ежемесячный иллюстрированный художественный и литературный журнал  / П. М. Кондратенков. — СПб., 1913. — № 10 (октябрь). — С. 42—59.
- План Смоленского православного кладбища с указанием 88 могил // Отдел IV // Весь Петербург на 1914 год, адресная и справочная книга г. С.-Петербурга / Ред. А. П. Шашковский. — СПб.: Товарищество А. С. Суворина — «Новое время», 1914. — ISBN 5-94030-052-9.
- Алфавитный указатель исторических могил, находящихся на кладбищах гор. Петрограда и его окрестностей // Отдел IV: Алфавитный указатель исторических могил… // Весь Петроград на 1917 год, адресная и справочная книга г. Петрограда. — Петроград: Товарищество А. С. Суворина — «Новое время», 1917. — С. 486—489. — ISBN 5-94030-052-9.
- Г. Г. Якобсон. Энтомологические экскурсии на Смоленское кладбище // Естественно-исторические экскурсии по Петрограду / проф. Б. Е. Райков. — Сборник научно-педагогич. статей, составл. отделом естествознания Петроградского экскурсионного ин-та. — Петроград: Госиздат, Москва-Петроград, 1923. — Т. I. — С. 211—217. — 250 с. — 7,000 экз.
- Маршрут 4-й, Смоленское кладбище и остров Декабристов (б. Голодай) // Ленинград. Путеводитель / М. А. Орлов. — М. - Л.: ОГИЗ - Соцэкгиз, 1933. — Т. II - Прогулки по городу. Музеи, научные учреждения. Справочник. — С. 371—376. — 634 с. — 10,000 экз.

### XXI век
- Пыляев М.И. СТАРЫЙ ПЕТЕРБУРГ. Рассказы из былой жизни столицы. — М.: Сварог и К, 2000. — 480 с. — 3000 экз. — ISBN 5-93070-035-4.
- Никитенко Г. Ю., Соболь В. Д.. Дома и люди Васильевского острова. — М.: ЗАО Центрполиграф, 2008. — С. 735. — 3000 экз. — ISBN 978-5-9524-3754-8.
- Санкт-Петербургская епархия, 2009. Справочник / прот. Александр Сорокин. — СПб.: "Ладан", "Дискус Медиа", издат. отдел СПб епархии, 2008. — 496 с. — ("Епархии России", 1 вып., т.I). — ISBN 5-86983-095-8, 978-586983-042-5.
- Кобак А. В., Пирютко Ю. М. Исторические кладбища Санкт-Петербурга. — М.: Центрполиграф, 2009. — 800 с. — 1600 экз. — ISBN 978-5-9524-4025-8.
- Александр Валерьевич Кобак, Юрий Минаевич Пирютко. Исторические кладбища Санкт Петербурга. — М.: Центрполиграф, 2-е изд., дораб. и испр., 2011. — ISBN 978-5-227-02688-0.
- Пирожков Г. В., Кобак А. В., Пирютко Ю. М. Смоленское православное кладбище / Г. В. Пирожков, А. В. Кобак, Ю. М. Пирютко // Исторические кладбища Санкт-Петербурга / А. В. Кобак, Ю. М. Пирютко. — Изд. 2-е, дораб. и испр. — М. : Центрполиграф ; СПб. : Русская тройка — СПб, 2011. — С. 295–358. — 797, [3] с. — 1500 экз. — ISBN 978-5-227-02688-0. — OCLC 812571864.
- Т. С. Царькова, С. И. Николаев. «Эпитафии Петербургского некрополя» // А. В. Кобак, Ю. М. Пирютко, Исторические кладбища Санкт-Петербурга. — изд. 2-е, дораб. и испр. — М.: Центрполиграф, 2011. — ISBN 978-5-227-02688-0.
- Молитва – это великий труд. Дом Ксении // Православная газета. — Екатеринбург: Инф.-издат. отдел Екатеринб. епархии, 2013. — Вып. 21 октября, № 40 (745).
- Федоров П. В. Статуи и постаменты : Имперский некрополь Санкт-Петербурга (Смоленское православное кладбище) в зеркале энциклопедической биографии / П. В. Федоров ; Международный банковский институт, Научная лаборатория геокультурных исследований и разработок. — СПб. : Межд. банк. ин-т, 2018. — 214 с. : ил., портр. — 300 экз. — ISBN 978-5-4391-0382-9. — OCLC 1260689162.
- Сост. прот. Е. Шогенов, текст М. В. Шкаровского, включ. работы прот. Стефана Опатовича и прот. Евгения Рахманина. Обитель блаженной Ксении: Книга о санкт-петербургском Смоленском кладбище и его святынях / Прот. Евгений Шогенов. — Приход храма в честь Смоленской иконы Божией Матери на Васильевском острове, СПб. — М.: Отчий дом, 2022. — 384 с. — 5,000 экз. — ISBN 978-5-906241-67-2.
- М. В. Шкаровский. За веру пострадавшие. Книга о страдальцах за Христа, чьи судьбы связаны со Смоленским кладбищем Санкт-Петербурга / протоиерей Евгений Шогенов. — СПб. - М.: Санкт-Петербург: Приход храма в честь Смоленской иконы Божией Матери; Москва: «Отчий дом», 2023. — 208 с. — 3,000 экз. — ISBN 978-5-906241-80-1.
- М. В. Шкаровский. Храмы Смоленского кладбища Санкт-Петербурга в 1917–1940 гг. // СПбДА РПЦ Христианское чтение : научный журнал. — СПб., 2023. — № 3. — С. 343—361. — ISSN (Print) 2686-908X (Online) 1814-5574 (Print) 2686-908X (Online). — doi:10.47132/1814-5574_2023_3_343.